# De Geheime Leer
De Geheime Leer (Engels: The Secret Doctrine) is een pseudo-wetenschappelijk en esoterisch boek van de theosofe Helena Petrovna Blavatsky, dat in 1888 in twee delen verscheen. Het heeft als ondertitel: de synthese van wetenschap, religie en filosofie.

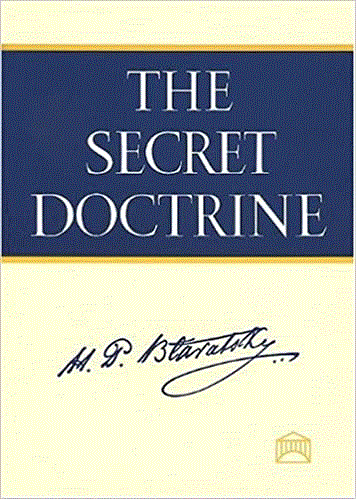
Eerste druk van de oorspronkelijke Engelse uitgave in 1888

## Inhoud
Het eerste deel gaat over 'het ontstaan van de kosmos' (kosmogonie) en het tweede over 'het ontstaan van de mens' (antropogenie). Later verscheen er nog een deel, maar dat was onder Annie Besant, die leider werd van de 'Theosophical Society' (TS), na Blavatsky's overlijden in 1891.
In dit werk zette Blavatsky de leer uiteen van een 'universele wijsheidsreligie', die uit archaïsche dus oeroude tijden stamt. Ze wilde door vergelijkend godsdienstonderzoek aantonen dat de religies wereldwijd als zovele takken van dezelfde oerstam zijn gegroeid. Ooit zou er wereldwijd een religie zijn geweest. De leer gaat ook over menselijke 'monaden' (geestelijke individualiteiten), die reïncarneren gedurende enorme tijdperken, onder invloed van zelf geschapen oorzaken en gevolgen. Ze stelde in dit werk drie bakermatten van de mensheid voor in plaats van Afrika, achtereenvolgens: Lemurië in de Grote Oceaan, Atlantis in de Atlantische Oceaan en de Arische (of Indo-Europese) in de Gobiwoestijn.
Ze zou bij het schrijven onder meer geholpen zijn door Mahatma's (de 'oudere Broeders', grote zielen of vervolmaakte mensen). Ze verzamelde informatie uit alle windstreken en kenschetste haar eigen bijdrage slechts als het touwtje dat een boeket bloemen bijeenhoudt (een citaat van de filosoof Montaigne).
Blavatsky was zich er terdege van bewust dat de leringen in haar boek De Geheime Leer heftig zouden worden betwist, zowel uit theologische, spiritistische als wetenschappelijke hoek. Haar bronnen voor de 'stanza's', die het uitgangspunt voor de twee delen vormen, kon ze niet laten zien om te worden geverifieerd en het bestaan van de 'Broederschap van Wijsheid en Mededogen', waar haar leermeesters, de Mahatma's, deel van uitmaakten, kon ze niet aantonen. Ze werd voor bedriegster en avonturierster uitgemaakt, zou zelf brieven van Mahatma's hebben verzonnen, een gehandicapte zoon op de wereld hebben gezet, trucs hebben gebruikt om 'paranormale fenomenen' te bewerkstelligen, plagiaat hebben gepleegd, racistische denkbeelden hebben gepropageerd en ze werd zelfs uitgemaakt voor een Russische spionne. Volgens sommige critici is het boek geplagieerd uit standaardwerken over occultisme en hindoeïsme.
Haar kosmogonie gaat over het Niet-iets, het Absolute Al, waaruit een adem kwam, dat een kiem in een 'ei' bevruchtte, dat een 'wereldei' werd en waaruit een 'Logos' (het Woord) werd geboren en daarna een 'gemanifesteerd Heelal'. De wereldscheppingen die zich periodiek voordoen, zijn talloos, zonder begin of eind. De hoogste goden uit de Logos weigerden nakomelingen te scheppen en lagere goden (maanvoorouders) schiepen de mens. In die mens moesten de hogere goden (Lucifer) 'incarneren' om de mens te vervolmaken. Anders zou de mens nooit zijn wereld en z'n eigen oorsprong kunnen onderzoeken. De mens werd tijdens de 'vierde Ronde' hier op een stoffelijk fysieke wereld geboren. Dit is de planeet Aarde, die onzichtbare 'mede bollen' heeft, net zoals de mens naast zijn zichtbare fysiek nog zes onzichtbare 'beginselen' heeft. Deze 'aardketen' van zeven bollen ontstond uit de 'maanketen', waarvan de zichtbare maan de fysieke bol is. De maan is een 'overleden' planeet, waaruit al het leven op de aarde is overgegaan. Dus de maan is de 'moeder' van de aarde.
Daarbij waren ook haar leringen over de antropogenese van dien aard, dat ze zelfs de onbevooroordeelde lezer moesten schokken: Mensen die als schimmen uit 'astrale maanvoorvaderen' geprojecteerd werden, 'Lemuriërs' uit eieren geboren en bezield door 'stralende zonne-engelen', met vier armen en een oog in het achterhoofd, continenten die onder de oceanen verdwenen en mensapen die van mensen en dieren afstamden. Ze zette haar missie door, ondanks het onbegrip en de tegenstand die ze verwachten kon, onder het motto van de Theosophical Society die ze mede in 1875 oprichtte, dat luidt: 'Er is geen religie hoger dan de waarheid.'

## Eerste deel
Het eerste deel, over het ontstaan van de kosmos, is verdeeld in drie afdelingen: 'Kosmische evolutie, vertaling van zeven stanza's met toelichtingen uit het geheime boek van Dzyan' (I), 'De ontwikkeling van de symboliek in benaderde volgorde' (II) en 'Een confrontatie van de wetenschap met de geheime leer' (III).
Het boek van Dzyan in het Senzar zou ten grondslag liggen aan de Kiu-ti, Siphrah Dzeniouta, Sepher Jezirah, Shu-King, Boeken van Thoth Hermes, Purana's, Chaldeeuwse Boek van de Getallen (de Kabbala van de christelijke mystici is ervan de 'verminkte kopie') en Pentateuch.
Pas in 1983 verklaarde de tibetoloog David Reigle in The Books of Kiu-te dat het Boek van Dzyan geïdentificeerd diende te worden met de tantra's uit de Kangyur, het belangrijkste deel van de canon van het Tibetaans boeddhisme. In het Wylie zou de klank Kiu-te weergegeven worden als rGyud-sde, dat de betekenis van tantra heeft. Reigle acht het waarschijnlijk dat het hier zou handelen om de Kalachakratantra.
De Geheime Leer is een benadering 'van de oudste grondslag van alle latere kosmogonieën', 'de verzamelde wijsheid van de eeuwen', geschreven 'onder de meest ongunstige omstandigheden', die 'veel meer achterhoudt dan het vrijgeeft'.

### Zeven stanza's
De zeven stanza's gaan over:
- I.  De nacht van het heelal
- II. Het denkbeeld van differentiatie
- III. Het ontwaken van de kosmos
- IV. De zevenvoudige hiërarchieën
- V.  Fohat: het kind van de zevenvoudige hiërarchieën
- VI. Onze wereld, haar groei en ontwikkeling
- VII. De voorvaderen van de mens op aarde

### Archaïsche kosmogonie
Het 'ene homogene goddelijke SUBSTANTIE-BEGINSEL, (is) de ene grondoorzaak' en 'het Heelal is de periodieke manifestatie van deze onbekende absolute essentie', wat 'het best (wordt) beschreven als noch geest noch stof, maar beide. 'Parabrahmam en Mulaprakriti' zijn in werkelijkheid één. (..)
Een Heelal (zonnestelsel) komt tot manifestatie na een periode van pralaya (ontbinding, rust). De periode van manifestatie wordt manvantara genoemd, de tijdscyclus tussen twee Manu's in. Een Dag van Brahmâ (een kalpa, duizend mahayuga's) is een periode van veertien manvantara's en één satya yuga en duurt 4.320.000.000 jaar. Een Nacht (pralaya) volgt op een Dag en duurt even lang. Een leven van Brahmâ duurt een 'Eeuw' (maha kalpa), dat zijn honderd jaren van driehonderdzestig dagen én nachten. Er zijn pralaya's (rustperioden) van verschillende duur. De kosmogonie betreft een Dag van Brahmâ en volgens De Geheime Leer zijn er (in 1887) 1.955.884.687 jaar verstreken sinds 'het begin van de kosmische evolutie', die betrekking heeft op het zonnestelsel.
Er bestaat niet zoiets als 'dode' of 'blinde' stof, evenmin als er een 'blinde' of 'onbewuste' wet is (..) De hele Kosmos wordt geleid, beheerst en bezield door een bijna eindeloze reeks hiërarchieën van bewuste wezens ['Dhyan Chohans', (Aarts)engelen, goden, 'boodschappers'] (..), werktuigen (..) van de karmische en kosmische wetten. (..) ieder van die wezens is òf een mens geweest, òf bereidt zich voor er een te worden.' De mens 'is samengesteld uit de essenties van al die hemelse hiërarchieën. (..) De hoge planeetgeesten (..) gezamenlijk vormen het gemanifesteerde woord van de ongemanifesteerde LOGOS en vormen tegelijkertijd het DENKVERMOGEN van het Heelal en zijn onveranderlijke WET.' De logos (collectieve 'schepper' van het Heelal, demiurg, 'architect', 'het beeldende vermogen van het Heelal') is 'de totaliteit van de Dhyan-Chohans en de andere krachten. (..) Materie is eeuwig. Zij is de upadhi (stoffelijke grondslag) waarop het ene oneindige universele denkvermogen [mahat, maha-buddhi, grote ziel, universele ziel, overziel, anima mundi, wereldziel] zijn ideeën vormt.' 
Op verschillende plekken door de tekst heen, toont Blavatsky aan, middels onderwerpen uit verschillende religies, dat er eenheid schuilgaat achter de diversiteit van religieuze denkbeelden. Het is de juiste interpretatie van religieuze denkbeelden, Blavatsky noemt zeven 'sleutels' om zeven 'sloten' mee te openen (bijvoorbeeld de 'astronomische sleutel'), die maakt dat kennis 'esoterisch' of 'geheim, verborgen' is.

#### Niet Iets
- 'Geen getal' (Niet zijn, het Ene Zijn, het absolute Zijn, het ongemanifesteerde, het Absolute, niet Iets, Duisternis, absoluut licht voor het geestelijke oog van de ingewijde[10], Onbewuste Al, Nirguna, paramârthika, het ene en enige ware bestaan, het Hebreeuwse 'Ain Soph', de Babylonische Anu, de Egyptische Kneph[11], de Chinese Tsi-tsai en Confucius' 'grote uiterste')[12]. De cirkel is het symbool van het onbekende - 'grenzeloze Ruimte', 'de grenzeloze tijd in de eeuwigheid', gelijkgesteld aan de zoroastrische 'Zeroana Akerne' en Parabrahm-Mulaprakriti[13] (geest-stof, vader-moeder). Het Absolute heeft drie aspecten: adem-beweging, duur en abstracte Ruimte. Het Absolute komt met paranirvana of paranishpanna overeen. De wijze (yogi) tracht absolute kennis te bereiken door één met het alomvattende leven van paranirvana te worden.[14] Het bestaan in de wereld van illusie (maya) brengt voor de mens immers slechts lijden, ellende en pijn met zich mee. Daarom wordt reïncarnatie (opnieuw geboren worden) gevreesd.[15]

#### Ei
- Een 'trilling' (lichtstraal, Heldere Ruimte, 'adem van de duisternis', Narayana, hij die zich over de wateren beweegt, Svayambhuva, zelfbestaande, de Egyptische Atoem[16], Propator de volmaakte Aion van Valentinus,[17] Vader Vuur, hansa-vahana, hij die de gans als voertuig heeft[18], Ouranos verpersoonlijkt alle scheppende krachten van en in de Chaos, en 'is een gewijzigde Varuna, 'de universele omvatter', de al-omvatter, en een van de oudste vedische goden - RUIMTE, de maker van hemel en aarde, omdat beide uit zijn zaad (..) zijn gemanifesteerd.')[19] bevrucht de 'kiem' (latente geest-stof) in het maagdelijke, eeuwige 'ei' (Heelal, kosmos, Natuur, Chaos, 'sluimerende wateren van het leven', Moeder-Diepte, Moeder-Water, leegte, 'moederschoot', 'dubbele hemel',[20] de noordse Ginnungagap[21], het Egyptische oerwater Noo[22], waaruit de wereldberg 'Benben' verrees).

De kiem is de verzameling of totaalsom van de centra van alle atomen, het 'noumenon' van eeuwige en onvernietigbare stof, het 'oeratoom' (anu). Het symbool hiervan is het punt in een cirkel.
Een Heelal ontstaat door 'uitademing' en verdwijnt door 'inademing' van de Duisternis. De ontvankelijke Natuur blijft 'onbevlekt'. De kiem valt en verdicht zich tot het periodieke 'wereld-ei'.
- Van dat wat 'geen getal' is , komt 'één getal' (het wereld-ei of 'stralende ei', Hiranyagarbha, de 'moederschoot'). Het 'stolt en verspreidt zich in melkwit stremsel', de 'melkweg'. De hindoeïstische allegorie van het 'karnen van de oceaan' heeft op dit wereld-ei betrekking. De Chaos verkreeg uit de vereniging met de geest (de trilling of lichtstraal) onderscheidingsvermogen en bracht de 'eerstgeborene' (protogonos, het eerstgeboren licht) voort, 'OEAOHOO', de 'vader-moeder van de goden', de 'vlammende goddelijke draak van de wijsheid' (Kwan-Shai-Yin of Avalokitesvara).[26]
- Vervolgens is Hiranyagarbha Brahmâ (Hari, 'Adi-Sanat', oeroude, de 'Oude van Dagen', symbool van 'Sien-Tchan', het Heelal, 'Saturnus'[27], Kronos van 'kar' (maken, scheppen) net als Viswakarma, de 'grote architect van de wereld'[19]), geboren uit het 'ei', de eerste androgyne 'Heer van alle wezens', 'Vader-Moeder' ('DAT', het punt in de cirkel, logos, Christos,[28] de 'hemelse mens' Adam Kadmon,[29] Kwan-Shai-Yin). Brahmâ (van brih, toenemen of uitzetten) spint het 'web' van het Heelal van purusha (geest) tot prakriti (stof).

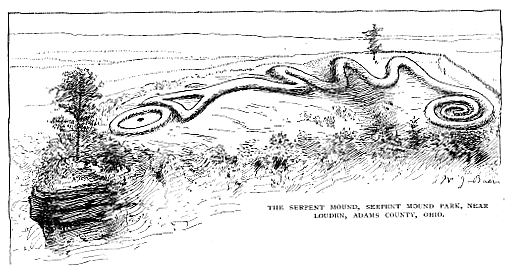
Serpent Mound van de Mound Builders, Ohio, tekening van William Jacob Baer in het maandblad The Century, april 1890

Later verdeelt Brahmâ zich in een vrouwelijke helft, Vâch (vrouwelijke logos, spraak, 'Kwan-Yin', de noordse Audumla, Sephira-Shekinah, Sophia, Sarasvati, Sara, Isis, Aditi, de Akkadische Tiamat, de 'Muziek der sferen' van Pythagoras) en een mannelijke helft (kâlahansa, tijd-gans of zwaan, Abram, Osiris). Brahm kalahansa (de zwaan in Ruimte en Tijd, de 'zwaan in de eeuwigheid') werd ook voorgesteld als 'een altijd onzichtbare, geheimzinnige vogel die in de Chaos een ei legde, dat het Heelal wordt.' Volgens de Egyptenaren legde Seb, 'de god van de tijd en van de aarde (..) de grote kakelende hen' een ei, of het Heelal. Ze verklaarden ook dat het ei uit de mond van Kneph kwam of door Emepht uit zijn mond werd geblazen.
Brahmâ schept vervolgens bij Vâch hun zoon Virâj (koning). Brahmâ, vergeleken met de Egyptische Ammon-Ra, is de 'echtgenoot van zijn moeder' (de cirkel met een middellijn, de Natuur, de Egyptische 'Mout').
- Vâch-'Kwan-Yin', de vrouwelijke helft van Brahmâ, wordt 'het drievoud van Kwan-Shai-Yin' genoemd, omdat zij de moeder, de vrouw en de dochter is van de logos (Brahmâ). Zij werd 'in latere theologische vertalingen' de Heilige Drie-eenheid van 'de vader, de zoon en (de vrouwelijke) heilige geest'.[35] Hetzelfde drievoud wordt teruggevonden in de hindoeïstische Trimurti en de joodse triade (Sephira-Kether, Chochmah-jah, Binah-Jehova)[36] Het symbool is de driehoek binnen de cirkel.
- Van Vâch (spraak, het Woord, logos) komen de 10 getallen (de kabbalistische 'Sefirot' van de 'Sefirotboom' en de 'decade', het tiental, van Pythagoras) en daarmee het hele gemanifesteerde Heelal (dat uit getallen bestaat).

#### Zevenvoud
- De mannelijke Brahmâ neemt vier lichamen aan, Nacht, Dag, Schemering, Dageraad en schept daarin achtereenvolgens de Asura's ('demonen'), deva's (goden), (maan)pitri's (voorouders) en mensen. De Asura's (van 'asu', goddelijke adem) weigeren nakomelingen te scheppen en moeten later 'incarneren' in de schepsels van de maanpitri's, de mensen. De Asura's worden zo de 'gevallen engelen'.

Deze vier scheppingen maken deel uit van de zeven scheppingen van Brahmâ (zeven tijdperken van evolutie, zeven 'scheppingsdagen' van de Bijbel). Het zijn: mahattattva (goddelijke intelligentie, goddelijke denkvermogen, de zeven hoogste Dhyan Chohans samen, Oorspronkelijken, Asura's), bhûtasarga (tanmatra's, oorspronkelijke elementen, de deva's verschijnen), aindriyaka (indriya's, zintuigen, of deva-sarga), mukhya (planten), tiryaksrotas (dieren), urdhwasrotas (godheden, 'oervormen van het eerste Ras', maanvoorouders), arvaksrotas (mensen).
- De zeven 'Oorspronkelijken', 'de eerste zeven ademtochten van de draak van wijsheid'[38], 'zeven logoi' of 'uit het denkvermogen [van Brahmâ] geboren zonen', 'NOUMENOI van de elementen', 'Engelen van de zeven Natuurkrachten',[39] zijn de hoogste Dhyan Chohans (Dhyani-Boeddha's, AH-HI, planeetgeesten, aartsengelen, bouwers, Asura's, de noordse Aesir[40]). Ze worden met de zeven grote goden van Egypte vergeleken, de  mazdeïsche Amshaspends en de zeven kabbalistische sefirot en 'Elohim' (zonen van god). Avalokitesvara (Ishvara, de Heer, Brahmâ, de noordse Odin[41]) is de eerste Boeddha (de logos), de synthese van de zeven Dhyani-Boeddha's.[42] Ze vormen gezamenlijk de 'goddelijke gedachte' (Dzyu, wijsheid, mahat, goddelijk denkvermogen). De Dhyani's scheppen onze 'planeetketen',[43] waken 'over een van de 'Ronden' en de grote 'Wortelrassen' van onze planeetketen' en zenden hun bodhisattva's uit tijdens iedere Ronde en Ras.[44]
- Van de 'ademingen' van de zeven oorspronkelijken komt Fohat, de vurige wervelwind, de 'grote Adem', het 'strijdros' van de goddelijke gedachte die 'als een bliksem door de vurige wolken' schiet, de 'doordringer' (Vishnoe in zijn oudste vorm, van 'vish', doordringen[45]), 'de verpersoonlijkte elektrische levenskracht, de transcendentale verbindende eenheid van alle kosmische energieën', die spiraallijnen trekt in de oerruimte en zo 'atomen vormt uit ruw materiaal' (de noordse Ymir, ziedende klei[46]). De androgyne Fohat brengt zeven zonen voort, die zijn broeders zijn. Ze 'verpersoonlijken de zeven vormen van kosmisch magnetisme'.[47] Hij speelt de allerbelangrijkste rol in de esoterische kosmogonie en wordt vergeleken met 'Eros' (goddelijke liefde, begeerte tot scheppen).[48] Uit zeven kracht- of 'layacentra' (nulpunten), die zo door de werking van Fohat ontstaan, differentiëren zich de zeven elementen, die door zes bestaansgebieden gaan en zich verdichtten tot de bollen van ons planetenstelsel. Eén staat in het midden.
- Er zijn 'vier hoge Heersers over de vier hemelstreken en elementen', de 'Maharadja's', grote koningen van de Dhyan-Chohans, 'beschermers van de mensheid en ook de werktuigen van karma op aarde', 'gevleugelde wielen'. Ze worden aan de 'Cherubijnen' gelijkgesteld.[49] Daarnaast zijn er lipika's, 'schrijvers', die alles optekenen.

De schepping van het zonnestelsel wordt geïllustreerd aan de hand van de volgende hindoeïstische mythe:
Van 'Moeder-Ruimte' (de 'vurige vis', Aditi) komen acht aditya's, broers, 'strijders', 'aartsengelen', die de planeten van het zonnestelsel als hun woning hebben. De zon, Marttanda (Bal ilu), werd apart gezet in het midden van de ruimte. De 'Adem' bracht hen in beweging. Er was strijd tussen de broers onderling, de zon probeerde zijn broers eerst te verslinden, nu draaien ze om hem heen.
Alles is Leven. De mens (een kosmos in het klein) is opgebouwd uit eindeloos veel levens of 'engelen', die van hoog tot laag in te delen zijn in hiërarchieën:
- de hoogste groep is samengesteld uit 'goddelijke Vlammen', 'Vurige Leeuwen' of 'Leeuwen van het Leven';
- de tweede orde van hemelse wezens komt overeen met atma-buddhi;
- de derde orde bestaat uit 'triaden', corresponderend met atma-buddhi-manas;
- de vierde groep wordt gevormd door 'onvergankelijke jiva's';
- de vijfde groep 'Dhyani's' ('Dhyan Chohans') ontwikkelt het vijfde beginsel (manas) in de mens;
- de zesde groep zijn de voorvaderen, pitri's;
- Onderaan staan de 'elementalen' ('genii' behorende tot de grote elementen vuur, lucht, water, aarde en ether, het zijn natuurkrachten, 'psychische natuurgeesten'), die de bouwers (en vernietigers) zijn van de fysieke vormen. Een 'gnoom' is bijvoorbeeld een aardse elementaal.[51]

### Zeven Ronden, bollen en beginselen
De 'grote tijdscyclus' van 'een dag van Brahmâ' (kalpa, 4.320.000.000 jaar, 14 manvantara's, 'perioden tussen twee Manu's') kent zeven 'Ronden'. Elke Ronde kent een 'wortel-' aan het begin en een 'zaad-Manu' aan het eind, dus 14 Manu's gedurende 7 Ronden. Elke wortel-Manu schept weer 49 (7 keer 7) Manu's. Een Manu is geen mens, maar de collectieve mensheid. Thans zijn we in de 'vierde Ronde' met de vierde wortel-Manu, Vaivasvata Manu.
Tijdens de eerste Ronde werd het element Vuur ontwikkeld. In de tweede Ronde kwam daar het element Lucht bij. De derde Ronde kende naast vuur, en lucht, het element Water. De vierde Ronde ontwikkelt naast vuur, lucht en water, het element Aarde. De volgende Ronde zal het element Ether volledig ontwikkelen. De 'monaden' (jiva's, jivatma's) van de tegenwoordige mensheid doorliepen in de eerste Ronde het rijk van gesteenten, in de tweede Ronde het plantenrijk, in de derde Ronde het dierenrijk, waardoor ze deze vierde Ronde als 'mensen' konden beginnen.
Onze Aarde (Bhumi, prithivi) kende drie eerdere Ronden en ontwikkelde zich uit de 'bollen', die zij eerder 'als huiden droeg'. Daarom wordt ze met een slang vergeleken, die haar oude huiden afwerpt. Elke Ronde kent een 'planeetketen' van zeven bollen op 'vier gebieden'. De 'aardketen' is ontstaan uit de 'maanketen'. De bol op het laagste gebied is de fysieke vorm. De zes bollen op de drie hogere gebieden (op elk gebied twee bollen) komen overeen met de 'beginselen' (of 'zielen') van de mens. Dus de planeet aarde heeft net als de mens zeven beginselen. Alleen het laagste beginsel, het fysieke, is zichtbaar.
Daarom is het getal 'zeven' een heilig getal dat in alle religies veelvuldig is terug te vinden. Het gaat over de 'zevenvoudige evolutie in de zeventallige natuur': de geestelijke of goddelijke; de psychische of halfgoddelijke; de verstandelijke; die van de hartstochten; de instinctieve of cognitieve; de halflichamelijke; de zuiver stoffelijke of fysieke. Dit komt overeen met de zeven beginselen in de mens, respectievelijk:
het drievoud: 
- atma (geest),
- buddhi (intuïtie),
- manas (denkvermogen),

het viervoud: 
- kama manas ('begeerte denken'),
- linga sarira (astraallichaam),
- prana (vitaliteit),
- sthula sarira (grofstoffelijk fysiek).

De Geheime Leer legt sterk de nadruk op overeenkomsten tussen religies. Atma komt overeen met het kabbalistische neshamah, buddhi met ruach en manas met nephesh. De zeven beginselen van de theosofie komen overeen met de vijf kosha's (omhulsels) van Vedanta. Volgens De Geheime Leer kenden de Oude Egyptenaren ook zeven zielen en liet de overledene in verschillende sferen een zielevorm achter, alleen de geest is onsterfelijk, en keerde de 'pelgrim' ook weer terug naar het 'rijk van de levenden' (reïncarnatie).
Het zijn van hoog naar laag: atmu (hiëroglief: chu), putah (cheybi), seb (bai), akhu (ab hati), khaba (ka), ba (anch) en kha (chat). De opeenvolging van de zeven lagere sefirot Chesed (genade), Geburah (rechtvaardigheid), Tifereth (schoonheid), Netsach (overwinning), Hod (majesteit), Yesod (grondslag) en Malkuth (koninkrijk) uit de kabbala komen ook met de zeven beginselen overeen.

## Tweede deel
Het tweede deel, over het ontstaan van de mens, is net als het eerste deel verdeeld in drie afdelingen: 'Vertaling van stanza's met toelichtingen uit het geheime boek van Dzyan' (I), 'De archaïsche symboliek van de wereldreligies' (II) en 'Een confrontatie van de wetenschap met de geheime leer' (III)

### Twaalf stanza's
De twaalf stanza's gaan over:
- I.   Het begin van bewust leven
- II.  Zonder hulp faalt de natuur
- III. Pogingen tot het scheppen van de mens
- IV.  Schepping van de eerste rassen
- V.   De evolutie van het tweede ras
- VI.  De Evolutie van de 'zweetgeborenen'
- VII. Van het half-goddelijke ras tot de eerste mensenrassen
- VIII.Evolutie van de zoogdieren. De eerste val
- IX.  De laatste evolutiestadia van de mens
- X.   De geschiedenis van het vierde ras
- XI.  De beschaving en vernietiging van het vierde en vijfde ras
- XII. Het vijfde ras en zijn goddelijke leermeesters

### Tijdrekening

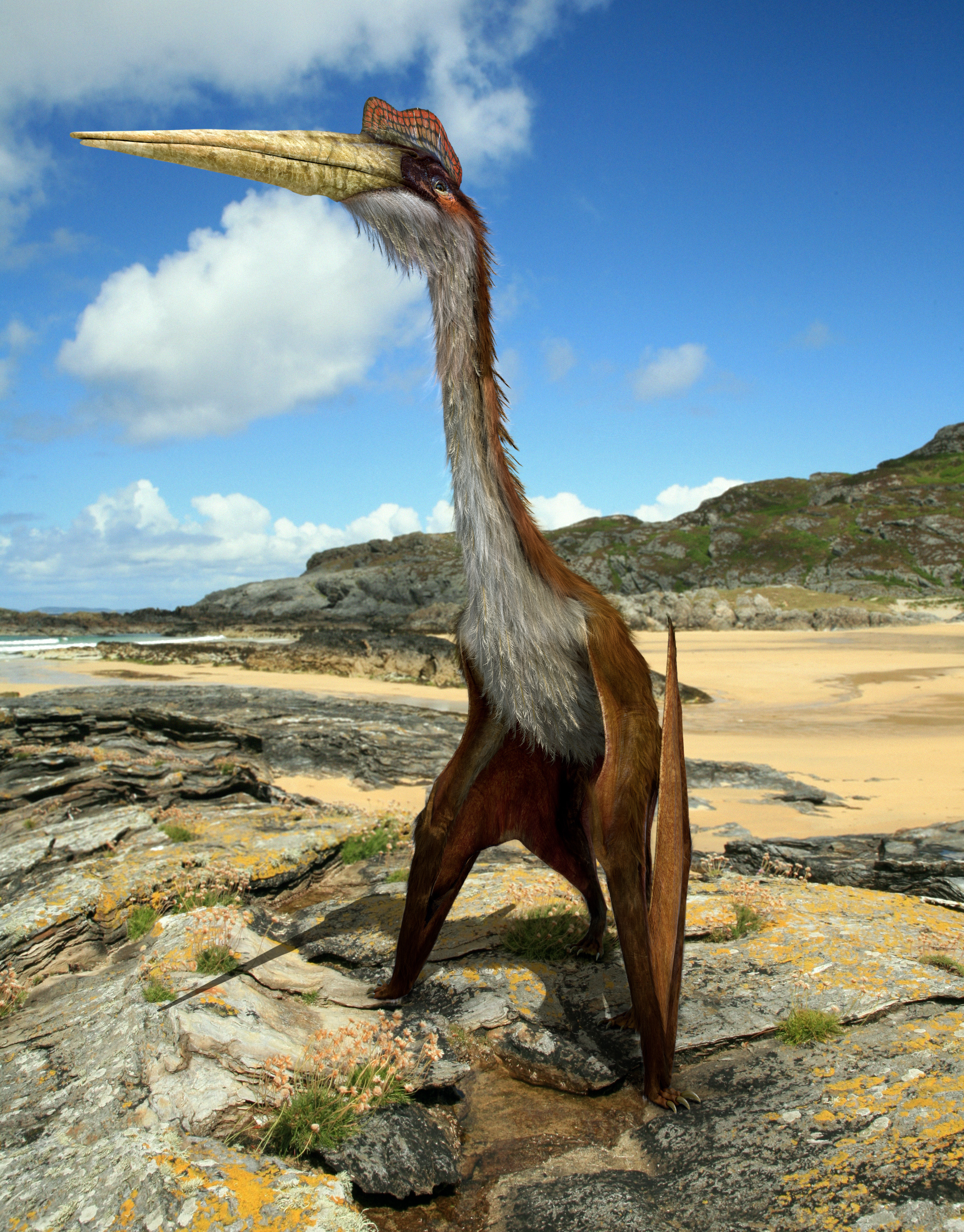
De pterodactylus Quetzalcoatlus kon goed rechtop staan. De Geheime Leer impliceert dat de mens tijdgenoot was van de 'reuzendieren' (dinosauriërs). Quetzalcoatlus werd vernoemd naar Quetzalcoatl, de 'gevederde slang', de god van de Azteken en Maya's. De leer zou het bestaan van legenden over (vliegende) draken verklaren: mensen hadden ze in levenden lijve gezien. Veel reuzendieren kwamen om bij de rampen die een einde maakten aan Lemurië en Atlantis.

De gehanteerde tijdrekening is te danken aan Pesh-Hun Narada en de Atlantische astronoom en tovenaar Asuramaya van Romakapura. Narada is de 'grote vijand van voortplanting' en 'altijd weer incarnerende logos, die van het begin tot het eind van de kalpa de menselijke aangelegenheden leidt en er richting aan geeft.' De 'esoterische' tijdrekening komt grotendeels overeen met de Tirukkkanda Panchanga, de 'Tamiltijdrekening'. De Vaivasvata manvantara (de menselijke periode) begon 18.616.841 v. Chr. op Lemurië. Pas vanaf het moment dat ze 'stevige' lichamen hadden, in geslachten gescheiden waren en bovendien denken konden, wordt werkelijk van mensen gesproken.

### Eerdere schepping
De aarde kwam voort uit de maan en niet andersom, zoals Charles Darwin dacht en de maan wordt als de 'moeder' van de aarde gezien. Nadat de 'maanketen' met zeven 'bollen' zeven 'Ronden' had bestaan, ontstond daaruit de 'aardketen' met zeven bollen. Een van de bollen is in deze vierde Ronde de voor ons zichtbare planeet Aarde. De andere bollen zijn onzichtbare, begeleidende bollen, die te vergelijken zijn met de 'beginselen' van de mens. Van de mens is ook maar een beginsel zichtbaar, het grofstoffelijk fysieke lichaam. De zichtbare maan van de vorige planeetketen is gestorven en in ontbinding. De getijdebeweging en de aantrekkende werking van de gestorven moeder, die om haar 'kind' blijft cirkelen, tonen nog steeds de sterke band tussen aarde en maan. De mensen op aarde kwamen eerst 'etherisch', als 'schaduwen' (chhaya's) uit 'maanvoorouders' voort en ontvingen daarna van 'zonnevoorouders' hun 'denkbeginsel' (manas) om 'monade' (geest) en lichaam te verbinden. De 'menselijke monade' doorliep al tijdens eerdere Ronden de stadia van gesteenten, planten en dieren. Daarom gingen de mensen tijdens deze vierde Ronde aan de (zoog)dieren vooraf.
Vóór de 'schepping' van de mensheid deed de aarde, tijdens haar 'vierde Ronde', zelf een poging rupa's (vormen) voort te brengen, de zogenaamde 'watermensen'. Het betreft de wezens, die ook in Berossus' Kosmogonie voorkomen: mensen met twee gezichten, honden met vissestaarten etc. Het was een mislukking en de watermensen werden vernietigd. Het betreft de allegorie, waarin Kronos zijn kinderen uit Rhea (de aarde, stof) doodde: 'de tijd verslindt zijn eigen vruchteloze werk.' De wateren werden 'gedroogd' en de eerste korstvorming trad op.

### Wortelrassen

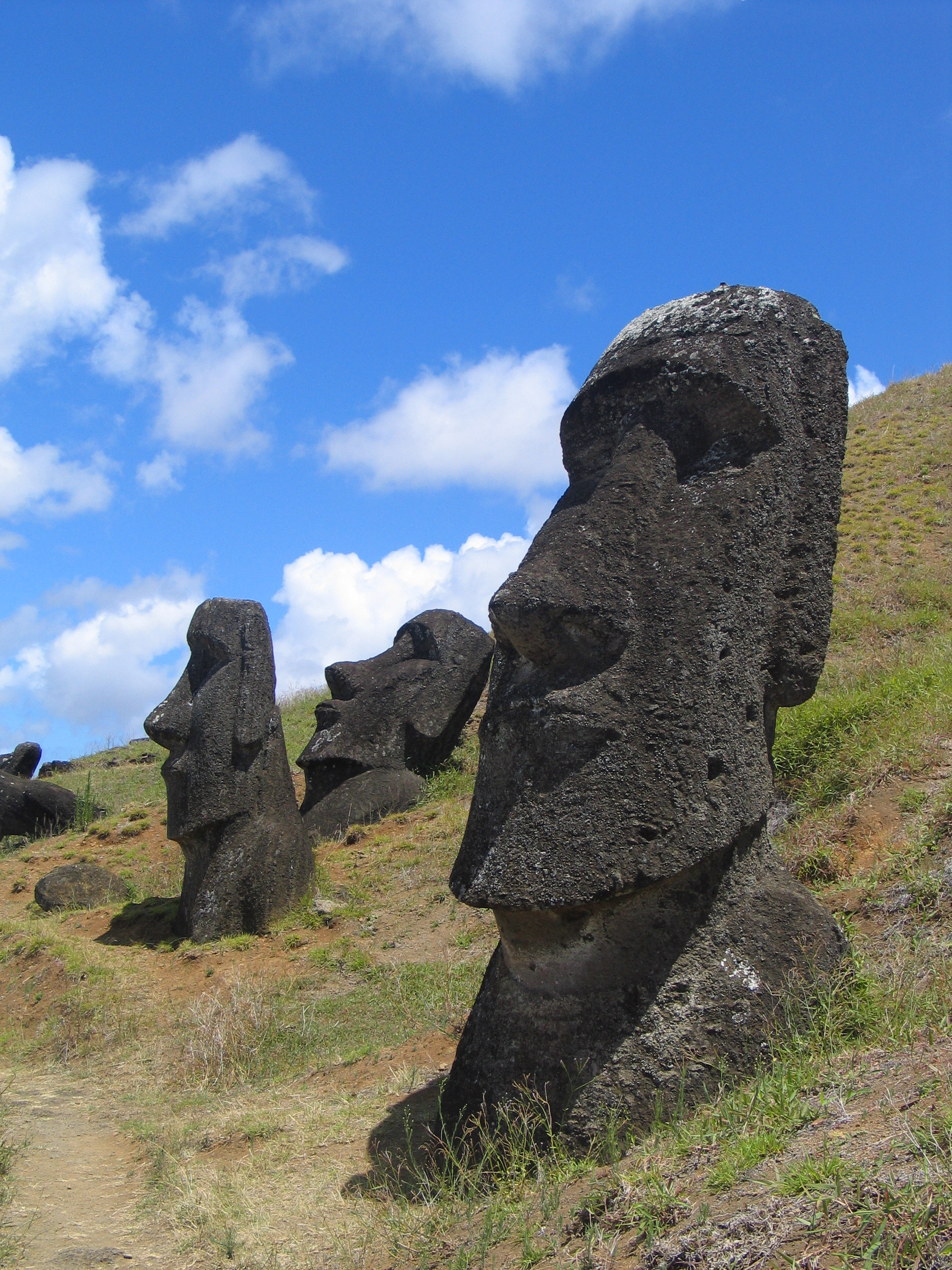
Moai op Paaseiland, dat volgens De Geheime Leer deel uitmaakte van Lemurië, het continent van het derde wortelras.

#### Evolutie
In dit tweede deel, 'het ontstaan van de mens', beschrijft Blavatsky de ontwikkeling van de mens van een reusachtig doorschijnend wezen (het zogenaamde eerste 'Wortelras' van chhaya's, schaduwen), via de Hyperborese (tweede wortelras), Lemurische (derde wortelras) en kleinere Atlantische (vierde wortelras) reus tot de hedendaagse mens (van het vijfde wortelras). Elk wortelras staat onder een Dhyani (Aartsengel): het eerste onder de Zon, het tweede onder Brihaspati (Jupiter), het derde onder Lohitanga (Sukra, Venus), het vierde onder Soma (Maan) en Sani (Saturnus), het vijfde onder Budha (Mercurius).

#### Goddelijke dynastie
Het derde, vierde en vijfde wortelras werden geleid en onderwezen door 'goddelijke of sterrenkundige dynastieën': het derde wortelras door goden, het vierde door 'manes' (half-goddelijke astrale wezens) en het vijfde door 'helden'. De helden keerden terug of 'daalden weer neer' tijdens het derde onderras van het vijfde wortelras. Goddelijke koningen komen onder meer voor bij de Chinezen en Egyptenaren. De Tien-hoang zijn de Chinese 'koningen van de hemel', die heel verschillend zijn van de Ti-hoang, 'koningen op aarde' en de Gin-hoang, 'koninklijke mensen. Champollion ontdekte in de papyrus van Turijn de regering van de goden en helden: de goden Seb, Osiris, Horus en Thoth-Hermes, alsmede de godin Ma traden als koningen van Egypte op en aan hun bewind werd een lange reeks van eeuwen toegeschreven. Manetho noemde hen ook in zijn synchronistische tafels (Aegyptiaka), maar zij waren 'door Eusebius met oneerlijke bedoelingen verminkt.' Volgens Panadorus regeerden zeven goden de wereld vóór Menes en Egyptische priesters toonden Herodotus de houten kolossen van 345 piromis-opperpriesters, 'uit elkaar geboren (zonder de tussenkomst van een vrouw)', die vóór de eerste menselijke koning Menes hadden geregeerd.

#### Continent
Elk wortelras bewoont een continent, dat om en om vernietigd wordt door water of vuur. Zo ging het vierde continent, Atlantis, ten onder door water en zal ons vijfde continent in de verre toekomst door onderaards vuur ten onder gaan. Alleen het eerste continent, het 'Witte Eiland' (Sveta dwipa), gaat nooit ten onder. De periodieke zondvloeden en ijstijden zijn het gevolg van karmische verstoringen van de aardas. Het zesde en zevende wortelras zullen op toekomstige continenten wonen.

#### Stamvader der zoogdieren
De mens is volgens De Geheime Leer 'de eerste van alle zoogdieren'. 'De mens was om zo te zeggen de voorraadschuur van alle levenszaden voor deze [vierde] Ronde, zowel plantaardige als dierlijke.' De mens wordt daarom zelf als de 'ark' voorgesteld, de Mazdeïsche vara, die Yima maakte. De vogel Karshipta (de koning van de vogels), de 'menselijke denkziel en godheid', bracht de 'wet van Mazda' binnen de vara. Dit duidt op de bezieling van de mensheid tijdens het derde wortelras.

#### Onderverdeling
Een wortelras bestaat uit zeven onderrassen, waarvan elk in zeven 'familierassen' is onderverdeeld. Elk familieras bestaat uit talrijke stammen of volkeren. Een familieras bestaat ongeveer 30.000 jaar, een volk drie tot vierduizend jaar. Het 'Europese familieras' heeft nog vele duizenden jaren vóór zich. Het vijfde wortelras, het 'Arische' ('hoewel dit nauwelijks juist is-'), heeft ongeveer 1.000.000 jaar bestaan. De wortelrassen en kleinere afdelingen overlappen elkaar. Zo ging het laatste 'Atlanto-Arische ras' in het jaar 9564 v. Chr. met het Atlantische eiland Poseidonis ten onder.

#### Kleuren

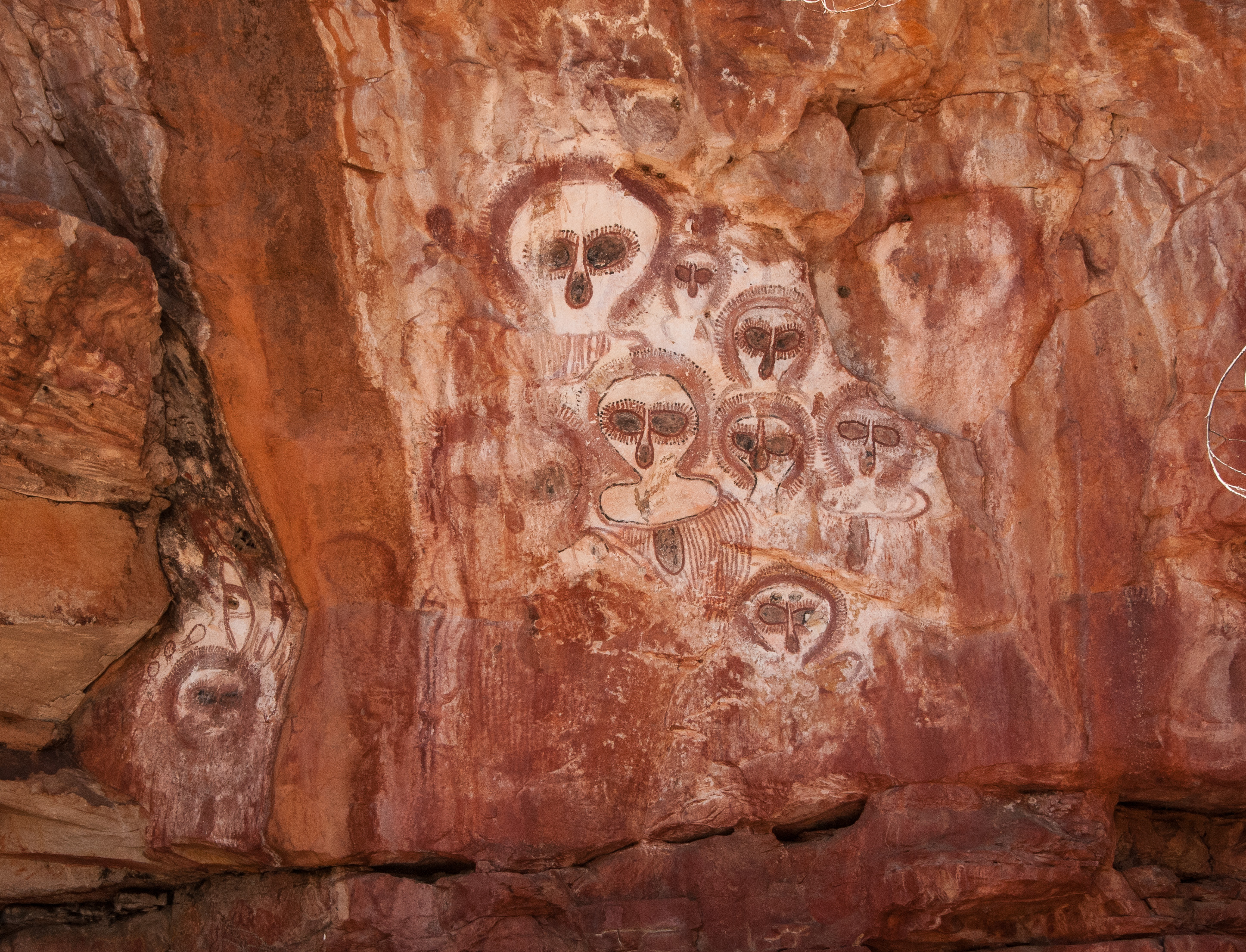
Wandjina aan de Barnett rivier, Mount Elizabeth Station, West-Australië. Wandjina zijn de vooroudergeesten van de Aboriginals. De Aboriginals zouden afstammelingen zijn van het 'derde wortelras', de Lemuriërs.

De 'huids'kleuren van de rassen worden als volgt beschreven: 
- het eerste astrale ('sterachtig', stralend of doorschijnend, de 'maanvoorouders') was 'maankleurig' (geelwit);
- het tweede geel als goud;
- het derde rood, lichtgeel;
- het vierde rood-geel (de Indianen en de Mongolen zijn er nakomelingen van) en ten slotte bruin-wit, 'dat van zonde zwart werd' (allegorisch). 'Er waren bruine, rode, gele, witte en zwarte Atlantiërs; reuzen en dwergen'[65];
- het vijfde, 'het Arische' varieert nu 'van donkerbruin, bijna zwart, rood-bruin-geel tot de witste roomkleur.[66]

De Ariërs en hun Semitische tak behoren tot het vijfde wortelras. De rassen 'komen voort uit één enkele voorouder (..) Vaivasvata Manu (..) van wie men zegt dat hij meer dan 18.000.000 jaar leefde (..) en zelfs nu in zijn mensheid leeft.'

#### Geologische tijdperken
De vijf 'mensheden' 'waren aangepast aan de atmosferische en klimatologische omstandigheden die optraden' op aarde, tijdens de vijf grote geologische tijdperken in de miljoenen jaren van haar bestaan:
- het eerste wortelras bestond in het tijdperk 'Oorspronkelijk' (Cambrium, Siluur van het Paleozoïcum en daarvóór het 'Laurentisch' Proterozoïcum), 320.000.000 - 148.800.000 jaar geleden (duur 171.200.000 jaar)
- het tweede wortelras in het 'Primair' (Devoon, Carboon, Perm van het Paleozoïcum), 148.800.000 - 45.760.000 jaar geleden ( duur 103.040.000 jaar)
- het derde wortelras in het 'Secundair' (Mesozoïcum), 45.760.000 - 8.960.000 jaar geleden (duur 36.800.000 jaar)
- het vierde wortelras in het 'Tertiair' (Neogeen, Paleogeen van het Cenozoïcum), 8.960.000 - 1.600.000 jaar geleden (duur 7.360.000 jaar)
- het vijfde wortelras in het 'Kwartair', 1.600.000 - heden (duur 1.600.000 jaar)

Ook de Griek Hesiodos en Romein Ovidius spraken van vijf mensheden en volgens de Azteken leefden verschillende soorten mensen gedurende 'Vijf Zonnen' (tijdperken).

#### Chhaya's en Hyperboreeërs

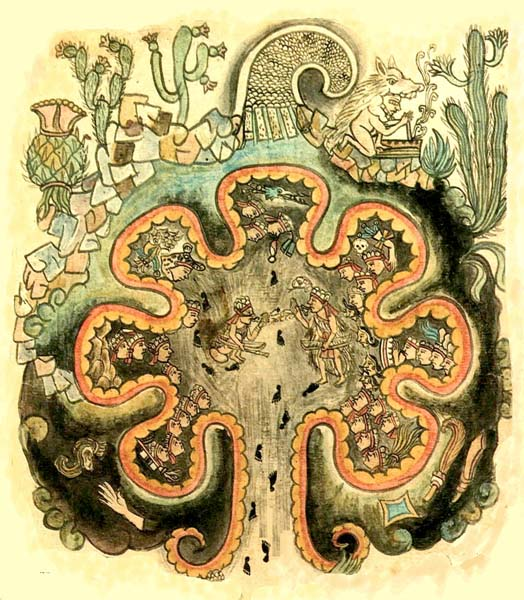
De zeven grotten van Chicomoztoc, uit Historia Tolteca-Chichimeca. Chicomoztoc was de mythische geboorteplaats van de Azteken. Van hier trokken ze naar Aztlan (witte eiland of plaats van oorsprong) en vervolgens naar het Dal van Mexico.

Het eerste wortelras verscheen 300.000.000 jaar na de ontwikkeling van het (volkomen etherische) plantenrijk. Het eerste wortelras (chhaya's, schaduwen) was de etherische 'projectie' van de zeven maanvoorouders. Het ras bestond uit zeven groepen op zeven duidelijk gescheiden gebieden aan de noordpool en wordt de 'zeven Adams' genoemd. De 'stoffelijke' mens werd zo geschapen naar het evenbeeld van de lagere god(en), het collectief van maanvoorouders. Het eerste continent is nooit vergaan. Daarna kwamen de Hyperboreeërs en hun continent Hyperborea verging door water. De eerste twee rassen kunnen niet werkelijk stoffelijk worden genoemd en ze hebben dan ook geen enkel spoor nagelaten. 'Latona is geologisch gezien het continent van de Hyperboreeërs en het daar wonende ras.'
Volgens De Geheime Leer schept God niet voor elk nieuwgeboren kind een nieuwe ziel. Het aantal incarnerende monaden is beperkt. Tijdens de eerste rassen gingen de monaden de 'lichamen' binnen en 'het binnenstromen of aankomen van nieuwe monaden' hield op na het midden van het Atlantische ras. Hiermee in verband staat de wet van wedergeboorte of 'reïncarnatie van een en dezelfde geestelijke individualiteit in een lange, bijna eindeloze reeks van persoonlijkheden.' Reïncarnatie is 'onontwarbaar verweven' met karma, de wet van vergelding of oorzaak en gevolg. 'De mens maakt plannen en schept oorzaken en de karmische wet past de gevolgen erbij aan.' Velen van ons werken de gevolgen uit 'van de slechte karmische oorzaken die door ons in Atlantische lichamen in het leven werden geroepen.'

#### Lemuriërs

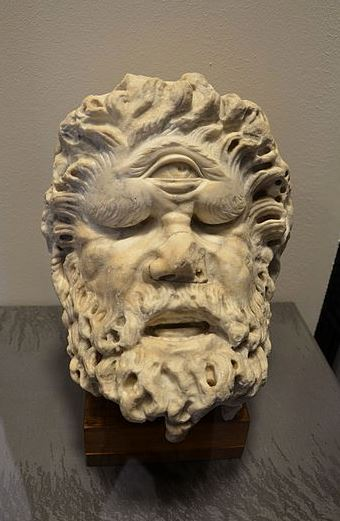
Hoofd van een Cycloop, 1e eeuw n. Chr., uit het Colosseum in Rome

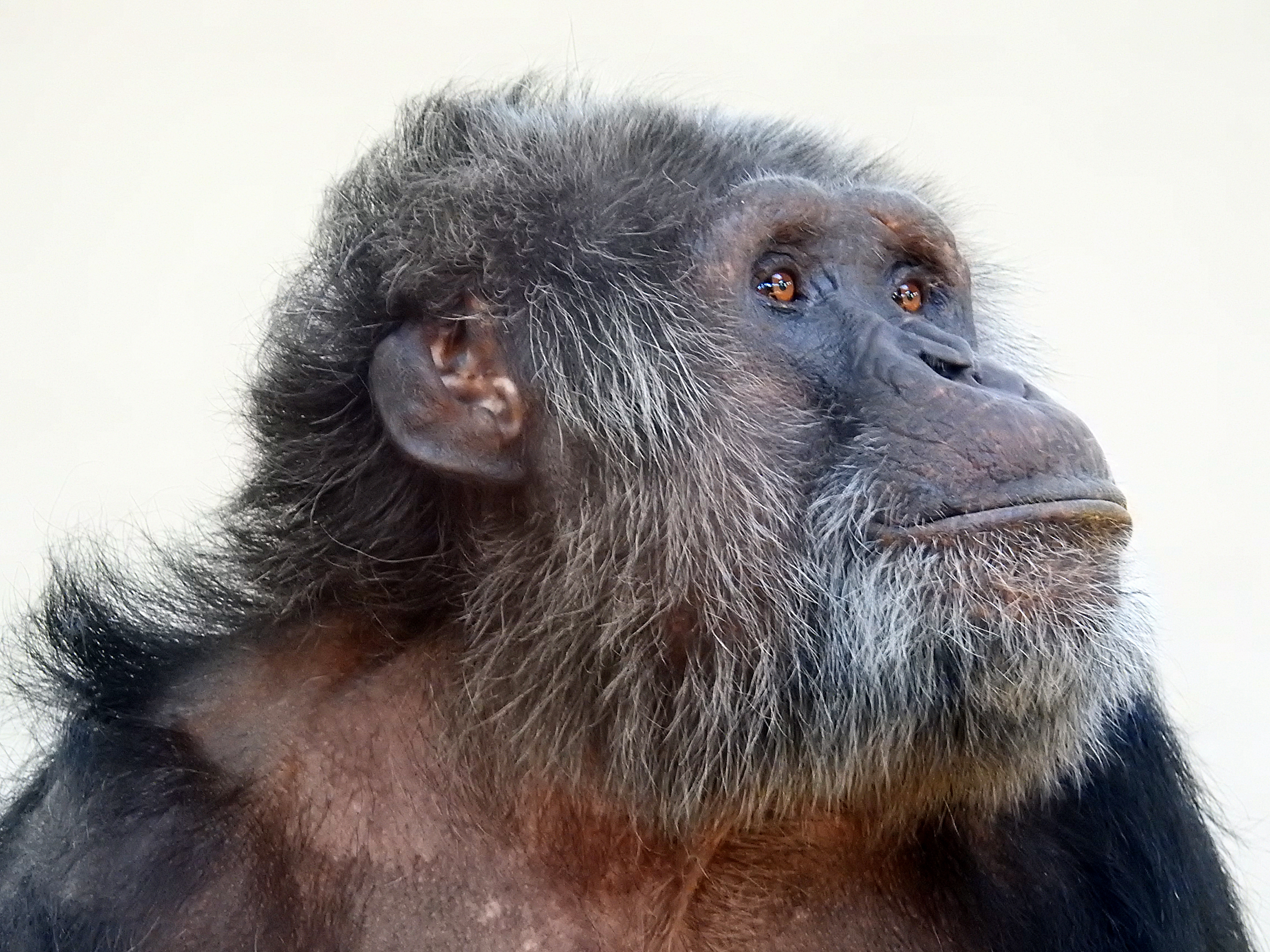
Volgens De Geheime Leer kwamen mensapen als de chimpansee voort uit Atlantiërs en een spraakloos ras, dat op haar beurt de nakomeling was van Lemuriërs en (thans uitgestorven) dieren.

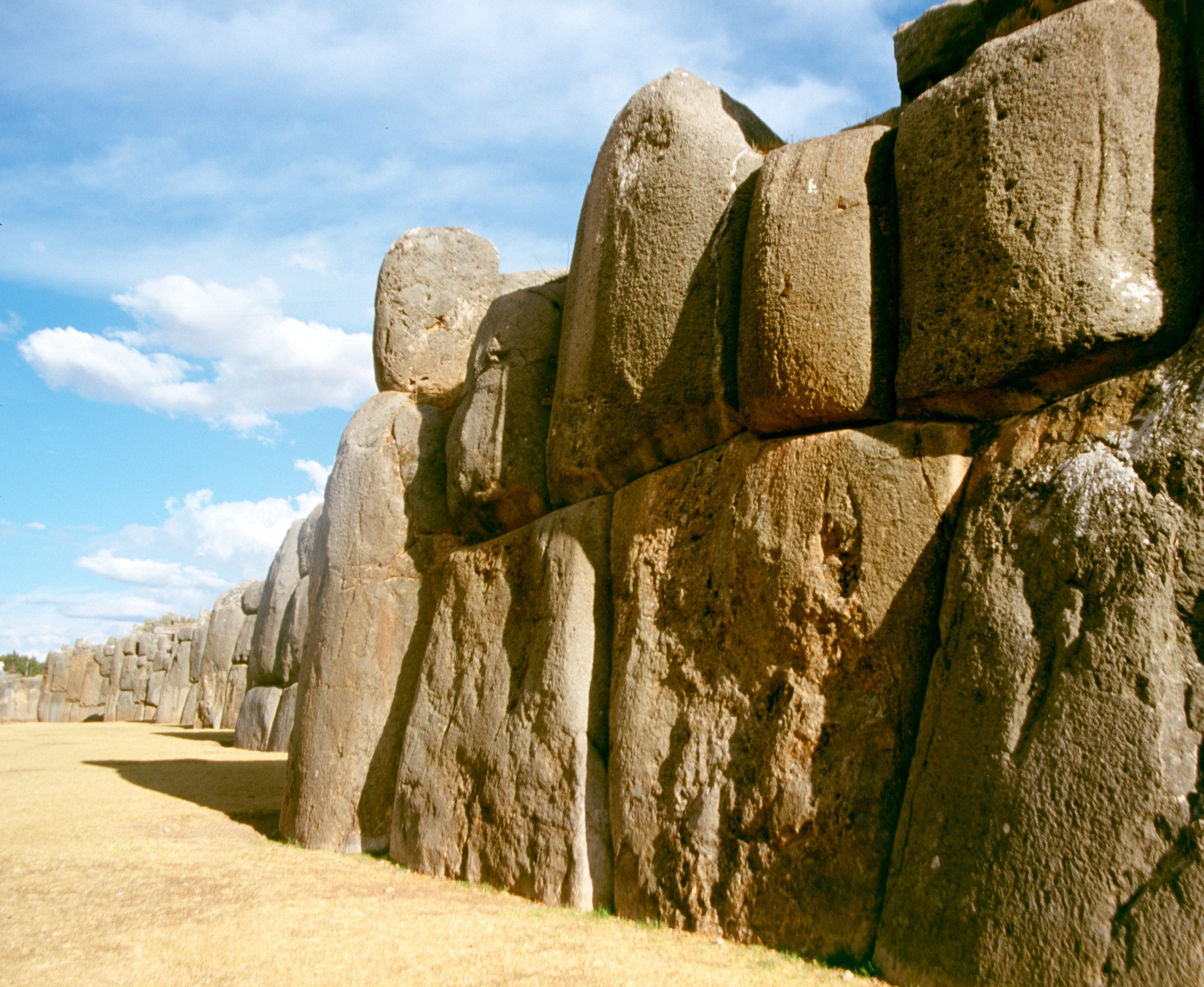
Cyclopische bouw, Sacsayhuamán, Peru

Zoals de dieren en planten in een ver verleden groter waren dan nu, zo waren ook de toenmalige mensen reuzen in vergelijking met de hedendaagse mensheid. Ze hadden een lengte van 19 tot 7,9 - 6,3 m, toen Lemurië verzonk.
Met het bestaan van Lemurië werd in de wetenschap van de 19e eeuw serieus rekening gehouden:
'Het schijnt dat het gebied op het aardoppervlak waar de evolutie van deze oorspronkelijke mensen[rassen] uit de nauw verwante smalneusapen plaatsvond, moet worden gezocht in Zuid-Azië of in Oost-Afrika of in Lemurië. Lemurië is een oud continent dat nu in de wateren van de Indische Oceaan is verzonken en dat ten zuiden van het huidige Azië lag en zich uitstrekte, enerzijds in oostelijke richting tot Boven-India en de Soenda-eilanden, en anderzijds naar het westen tot Madagaskar en Afrika.'
Ook merkte Ernst Haeckel in zijn Pedigree of Man veel overeenkomst op tussen Papoea's 'en de oorspronkelijke bewoners van Polynesië, die Australische eilandenwereld die eens een reusachtig en doorlopend continent schijnt te zijn geweest.'
Het derde wortelras begon met 'zweetgeborenen' en daarna 'eigeborenen'. Pas daarna scheidden de hermafrodieten (man-vrouw) zich in mannen en vrouwen, naar het voorbeeld van de dieren en verliep de voortplanting voortaan door geslachtsgemeenschap. Volgens de Griekse mythe kreeg Epimetheus (de Egyptische Batoo) toen zijn 'noodlottige geschenk' Pandora, gelijk Adam zijn Eva ontving. Volgens de Vishnoe Purana stelde prajapati Daksha, de vader van de mensheid, seksueel verkeer in om de aarde te bevolken. In de Pushkara Mahatmya wordt de 'scheiding van de seksen' allegorisch voorgesteld door Daksha, die zich voor de helft in een vrouw verandert bij wie hij dochters verwekt. Zij zijn de Lemurische vrouwen, die de reuzen van Atlantis voortbrengen.
In De Geheime Leer wordt de scheiding in het mannelijke en vrouwelijke geslacht tijdens het Lemurische ras beschreven en de 'bezieling' van de mensheid, waardoor ze kon beginnen met redelijk denken. Het derde ras had het 'derde oog van wijsheid', maar dat 'inzicht' verdween tijdens het vierde ras. De mythische reusachtige, een-ogige Cyclopen herinneren aan deze 'drie-ogige' Lemuriërs en Atlantiërs. Odysseus behoorde 'tot de cyclus van de helden van het vierde Ras'. Odysseus stak volgens Homeros' Odyssee het oog van de cycloop Polyphemos uit met een brandend stuk hout, wat gebaseerd is 'op de psychisch-fysiologische atrofie van het 'derde' oog. Odysseus' avontuur met de cyclopische herders 'is een allegorisch verslag van de geleidelijke overgang van de cyclopische beschaving van steen en kolossale gebouwen tot de meer zinnelijke en stoffelijke cultuur van de Atlantiërs, die er tenslotte de oorzaak van was dat de laatsten van het derde Ras hun alles doordringende geestelijke oog verloren.'
'Er waren vierarmige menselijke wezens in die oude tijden van de manvrouwen (hermafrodieten); met één hoofd, maar toch drie ogen. Zij konden vóór en achter zich zien.' Het derde oog bevond zich aan de achterkant van het hoofd. De pijnappelklier bewijst het bestaan van dit derde oog, het 'oog van Siva', de tri-lochana (drie-ogige). De 'vierarmige' mensen werden de prototypen van de vierarmige hindoegoden.
Hun 'bovenmenselijke geweldige lichaamskracht' stelde de Lemuriërs in staat 'zich te verdedigen en stand te houden tegen de reusachtige monsters van het Secundair en het vroege Tertiair.' Toen de bezieling bij sommige mensenrassen (de 'enghoofdigen') werd uitgesteld tot het vierde ras, volgde de zondige gemeenschap tussen mannelijke mensen (die die bezieling nog misten) en vrouwelijke dieren. Hieraan herinnert de mythe van Lilith, een eerdere vrouw van Adam. De zonde met dieren was bedreven door 'enghoofdige' mensen, dus zonder verstand ('manas', denkvermogen). Tijdens het Atlantische ras bedreven mannen wederom zonde, ditmaal met de afstammelingen van het 'stomme' ras, dat eerder in het leven was geroepen tijdens de Lemurische tijd en hieruit zouden de 'mensapen' zijn ontstaan.
In hun zesde onderras bouwden de Lemuriërs hun eerste rotssteden uit steen en lava. 'De oudste overblijfselen van cyclopische gebouwen waren alle het werk van de Lemuriërs van de laatste onderrassen. Lemurië begon zich in kleinere stukken op te delen door het afnemen van de omwentelingssnelheid van de aarde. Uitverkorenen van Lemurië vonden eens schuilplaats op het heilige eiland, het legendarische Shamballah in de Gobi-woestijn.'
Paaseiland is een deel van het continent Lemurië van het derde wortelras, dat ca. vier miljoen jaar geleden verging door onderaards vuur ('door een reeks onderaardse schokken en het openbreken van de oceaanbodem'), twee maal tweeëntachtig 'cyclische of siderische jaren' geleden. Een siderisch jaar is, volgens De Geheime Leer, een periode van 25.868 jaar. 'Ongeveer 30 mijl ten westen van Paaseiland lag een grote stad, die werd verwoest door een reeks vulkanische uitbarstingen.
De Aboriginals van Australië zouden afstammelingen zijn van het zevende onderras van het derde wortelras.

#### Atlantiërs

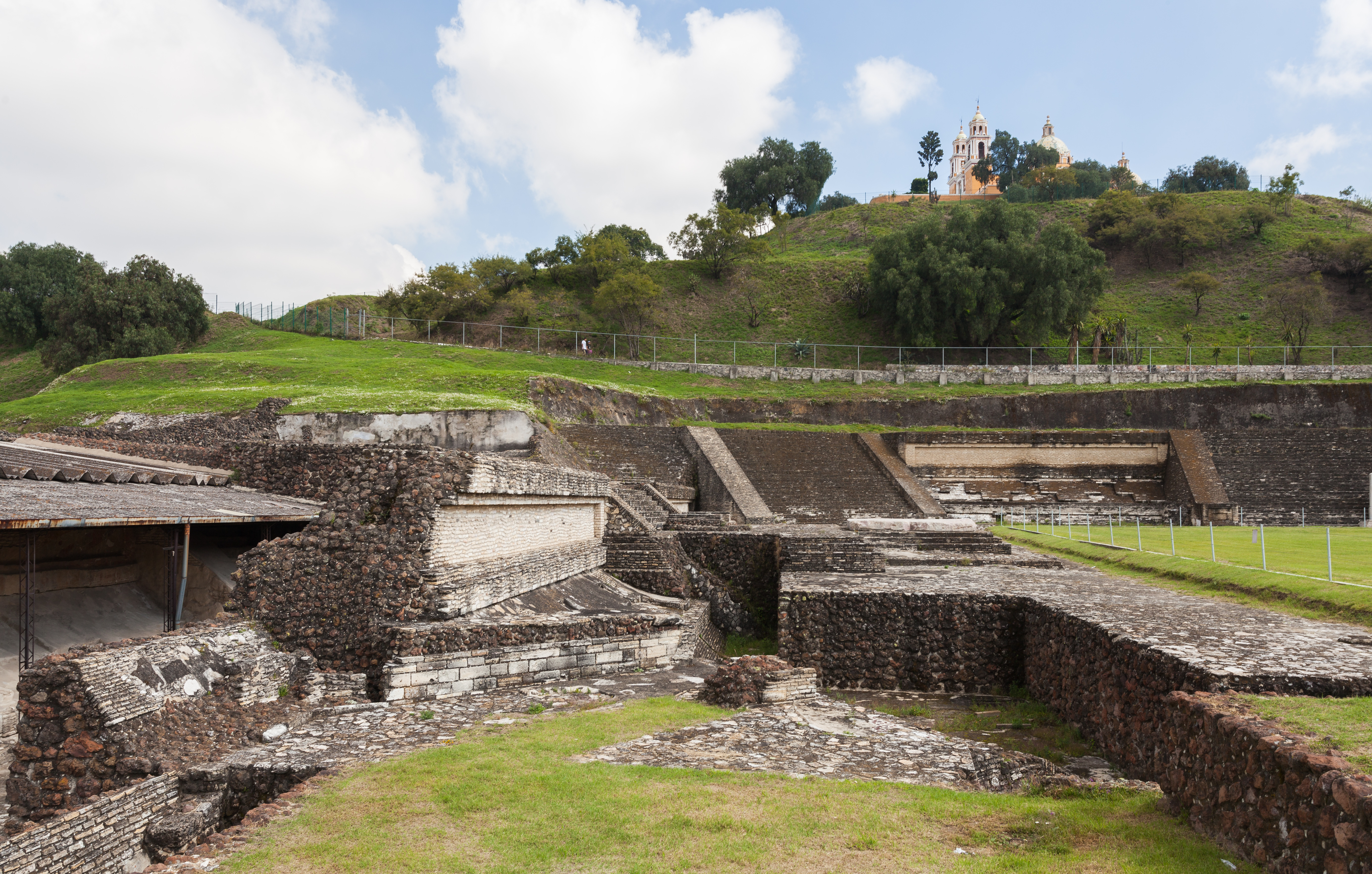
De Grote Piramide van Cholula werd volgens de Azteekse mythologie opgericht door de reus Xelhua de 'Architect', ter nagedachtenis aan de Vloed, waaraan hij en zijn zes broers ontkwamen op de berg van Tlaloc, de Azteekse Poseidon. De piramide is qua volume de grootste ter wereld en was al overgroeid toen de Spanjaarden arriveerden.

De Atlantiërs lieten een slechte naam na, van tovenaars. Ze zijn de prototypen van de Bijbelse 'Nimrods, de torenbouwers van Babel, de Chamieten en al die anderen met een 'vervloekte nagedachtenis', zoals de theologische literatuur het uitdrukt: kortom van hen, die het nageslacht hebben voorzien van de orthodoxe typen van satan.' Het belangrijkste kenmerk van zowel Lemuriërs als Atlantiërs was 'trots'. 'Zij die slachtoffer werden van hun lagere natuur, werden slaven van de stof, 'zonen van de duisternis'. Ze werden de eerste 'offeraars' aan de god van de stof. Ze waren 'de eerste antropomorfisten die vorm en stof vereerden' en het prototype van 'het grote symbool van Kaïn'. Hun verering ontaardde in zelfverering en fallisme. Al vanaf het begin scheidden de Atlantische stammen zich in rechtvaardigen en onrechtvaardigen. Zij waren de gibborim ('de machtige mensen van naam in die dagen', Gen. vi), de kabirim bij het vijfde ras, kabiri bij de Egyptenaren en Feniciërs, titanen bij de Grieken, en râkshasa's en daitya's bij de Indiërs. De râkshasa's van Lanka werden door Rama overwonnen. Deze historie wordt in de Ramayana verteld.
Atlantis was 'een groot continent, dat eerst in tweeën en later in zeven schiereilanden en eilanden (dwipa's genoemd) uiteenviel. De oudste gedeelten van Atlantis komen in de Purana's voor als Sâka dwipa. 'Het besloeg alle Noord- en Zuid-Atlantische gebieden, delen van de noordelijke en de zuidelijke Grote Oceaan, en omvatte zelfs eilanden in de Indische Oceaan (overblijfselen van Lemurië).'

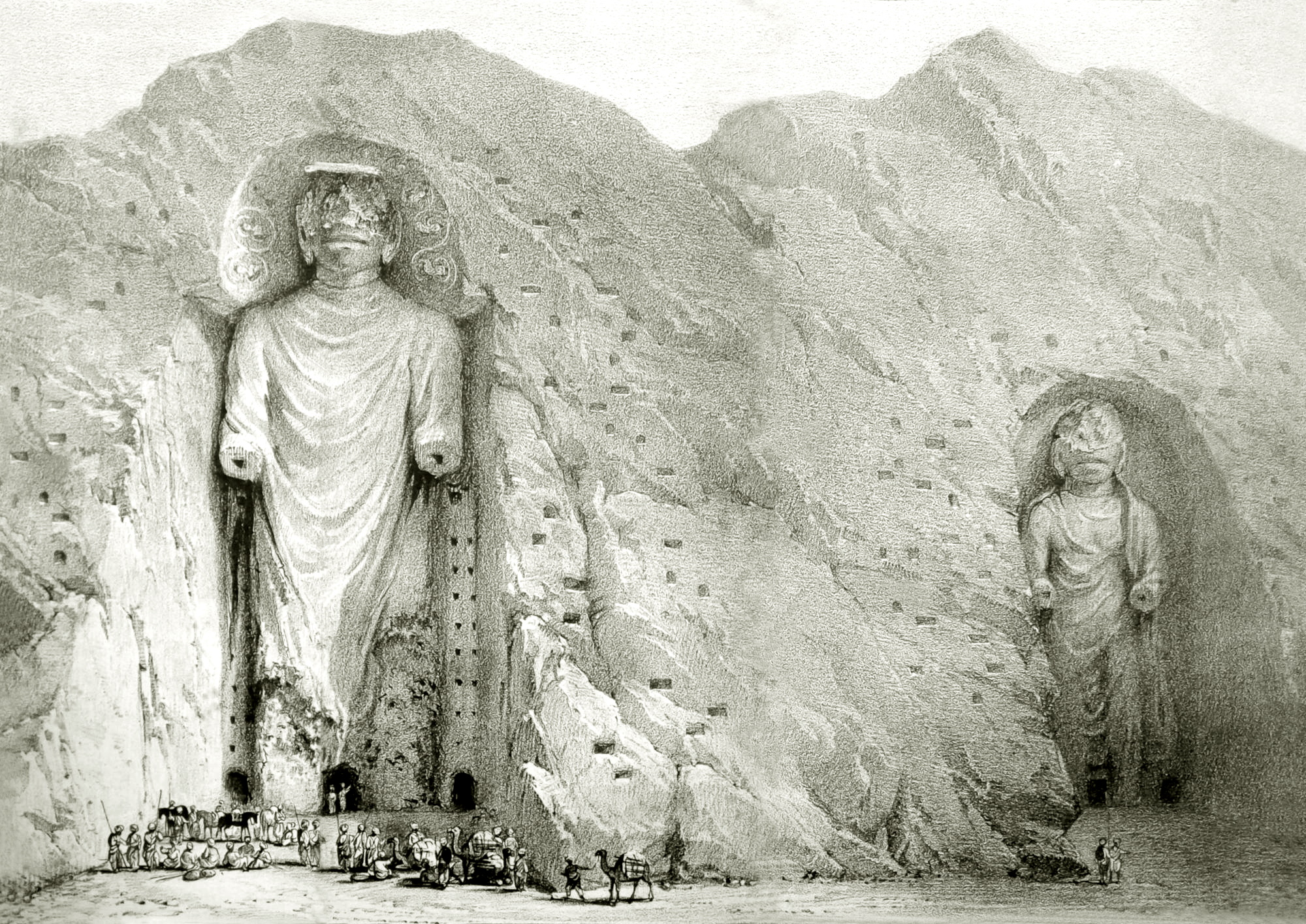
De 'geleidelijke evolutie van de vijf wortelrassen'. Tekening van de Boeddha's van Bamyan door Alexander Burnes, zoals hij ze zag tijdens zijn bezoek aan Bamyan in 1832. Volgens Blavatsky zijn de beelden van Bamyan geen boeddha's, maar de laatste overlevende getuigen van de Miaotse die 'de aarde in beroering hadden gebracht', zoals verschillende jezuïtische geleerden al dachten. De Chinese reiziger Hiouen-Thsang zag ze in de 7e eeuw nog met gouden versieringen. De gewaden zijn van pleisterwerk gemaakt en de figuren werden in de boeddhistische tijd zo gemodelleerd dat ze Heer Tathagata (Gautama Boeddha) met afhangende oren moesten voorstellen. Het grootste beeld is 173 voet hoog (ca. 54 m), het tweede 120 voet (ca. 38 m), het derde 60 voet (ca. 19 m) en het vierde is kleiner en het vijfde 'maar weinig groter dan de gemiddelde lange mens van ons tegenwoordige ras'. Volgens Blavatsky stellen ze de geleidelijke evolutie van de vijf Wortelrassen voor en zijn 'het handwerk van de ingewijden van het vierde Ras, die na het verzinken van hun continent toevlucht zochten in de uitgestrektheden en op de toppen van de Midden-Aziatische bergketens'. De Lemuriërs (van 60 voet) hadden nog maar een lengte van 20 tot 25 voet (ca. 6,3 - 7,9 m) toen Lemurië verzonk.

Het grootste gedeelte van het continent Atlantis ging verscheidene miljoenen jaren geleden ten onder 'door opeenvolgende verstoringen in de draaiingen van de aardas'. Ruta, het laatste grote eiland (een deel van het continent) van Atlantis werd ca. 850.000 jaar geleden overstroomd. Mogelijk is het verhaal van Exodus, waarin het 'uitverkoren volk' door de farao wordt achternagezeten tot hij door de Rode Zee wordt overspoeld, een kopie van de honderdduizenden jaren oude geschiedenis, waarin 'de reusachtige magiërs van Ruta en Daitya, de 'heren met het donkere gezicht' (tovenaars)' de gevluchte 'geelgezichten' door het water achterna zaten, tot ze in de vloedgolven omkwamen. Een meteorietenregen kwam op de landen van de zwartgezichten neer. Hun viwâns (luchtvaartuigen) waren de boze tovenaars ontstolen en hun 'sprekende dieren' (kunstmatig vervaardigd, bezield door een djin, elementaal), die hen voor elk naderend gevaar waarschuwden, onklaar gemaakt. De geelgezichten waren de voorvaderen van 'Turaniërs, Mongolen, Chinezen en andere oude volkeren', die naar Midden-Azië vluchtten onder leiding van de 'grote koning met het verblindende gezicht' en zijn koningen (adepten van de witte magie). Volgens een Chinese legende verzonk het eiland of continent 'Ma-li-ga-si-ma' (Maurigosima) 'ten gevolge van de verdorvenheid van zijn reuzen naar de bodem van de oceaan.' Alleen koning Peiru-un, 'de Chinese Noach', wist met zijn gezin aan de catastrofe te ontsnappen.

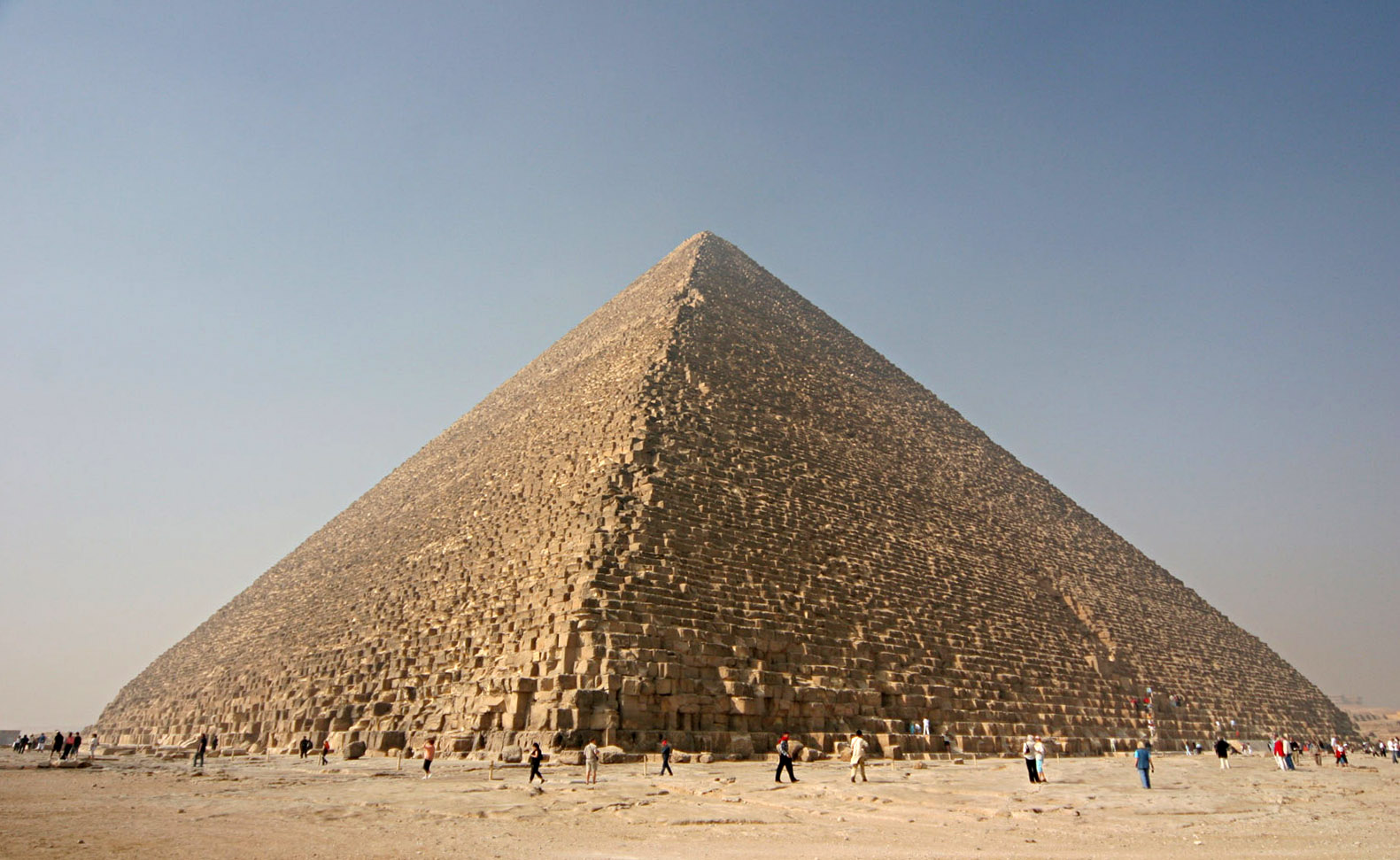
De Grote Piramide van Gizeh, waarover Blavatsky schreef: (..) dat haar uitwendige vorm het scheppende beginsel van de Natuur symboliseerde en ook een verduidelijking gaf van de beginselen van de meetkunde, wiskunde, astrologie en astronomie. Van binnen was zij een majestueuze tempel, in de donkere schuilhoeken waarvan de mysteriën werden uitgevoerd, en waarvan de muren vaak getuige waren geweest van de inwijdingen van leden van de koninklijke familie. De porfieren sarcofaag (..) was de doopvont waaruit de neofiet 'opnieuw geboren' tevoorschijn kwam, en een adept werd.'

Daitya, een klein eiland, werd ca. 270.000 jaar geleden verwoest. De 'ontaarde afstammelingen' van de Atlantiërs bouwden de eerste piramiden in Egypte, de Grote Piramide werd, mogelijk 78.000 jaar geleden, door 'Ruta-Atlantiërs', de Schesoo-Hor (dienaren van Horus), gebouwd. Later kwamen de 'Oost-Ethiopiërs', de Egyptenaren  van Herodotus, vanuit Zuid-India en Sri Lanka naar Egypte. De Egyptische dierenriem zou tussen de 75 en 80.000 jaar oud zijn, de Helleense dateert van 15.194 v. Chr.
Poseidonis (het laatste eiland van Atlantis dat Plato noemde) verging in 9564 v. Chr. (10e millennium v.Chr.) De Grieken en Romeinen waren afstammelingen van het laatste Atlanto-Arische ras van Poseidonis. Volgens Blavatsky is Poseidonis terug te vinden in Sancha dwipa in de Purana's, die volgens haar een ouderdom hebben van 23.000 jaar. In de purana's bestaat Sancha dwipa nog en dus zijn de geschriften ouder dan 11.000 jaar. 'Maar nu zullen we bewijzen dat Sankhasura en Sancha dwipa en hun hele geschiedenis ook geografisch en etnologisch het 'Atlantis' van Plato in een hindoegewaad is.' Sankhasura was koning van een deel van Sancha dwipa (eiland) en leidde de daitya's tegen de devata's van koning Crauncha (of Cracacha). De strijd werd gestreden aan de voet van het Atlasgebergte, toen de Sahara vruchtbaar was. Eerder was de Sahara een zee geweest, later zou er weer een overstroming zijn en daarna woestijn worden. De twee varsha's van Puskhara waren Sanskriet voor de delen Noord en Zuid-Amerika. Amerika was pâtâla, 'het land van de tegenvoeters' of de 'hellegebieden'. Sancha dwipa was het 'Witte Eiland' in díe zin, dat er wijzen uit het Witte Eiland incarneerden, maar toen zij door zonde 'zwart' werden, was het de plek van de Witte Duivel (Witte Demon, Dev Sefid), die het tegen Kai-caus opnam. Dev Sefid is 'een mogelijke personificatie van de oude bewoners aan de voet van de Atlas'. Hij is de hindoe Taradaitya, die net als koning Sankhasura door Krishna werd gedood. In de Perzische Shahnameh van Ferdowsi doodde de held Rostam de Witte Duivel. Sancha dwipa was volgens Wilford te vinden tussen 24 en 28 graden noorderbreedte. Dat is op de plek van de Canarische eilanden. De Guanchen waren volgens Blavatsky directe afstammelingen van de Atlantiërs en de Cro-Magnonmensen uit het Paleolithicum waren hun 'Europese stamverwanten'. Blavatsky noemde 'de Piek van Tenerife tot Gibraltar, de oude plaats van het verloren Atlantis'.
In de mythologie zouden de onderrassen van het Atlantische ras zijn voorgesteld door de dochters van Atlas, de Atlantiden of Pleiaden, en door de zeven zonen en dochters van de hooghartige Niobe, die haar kinderen zag sterven, zelf in steen veranderde en bleef huilen, als symbool van Atlantis dat met water werd bedekt. Odysseus was een held van het vierde ras en hij verbleef in de Odyssee zeven jaren op Ogygia, het eiland van de nimf Calypso, dochter van Atlas. Ogygia lag volgens alle traditionele oude versies 'heel ver van Griekenland en midden in de oceaan; zo vereenzelvigen zij het met Atlantis.'

#### Ariërs

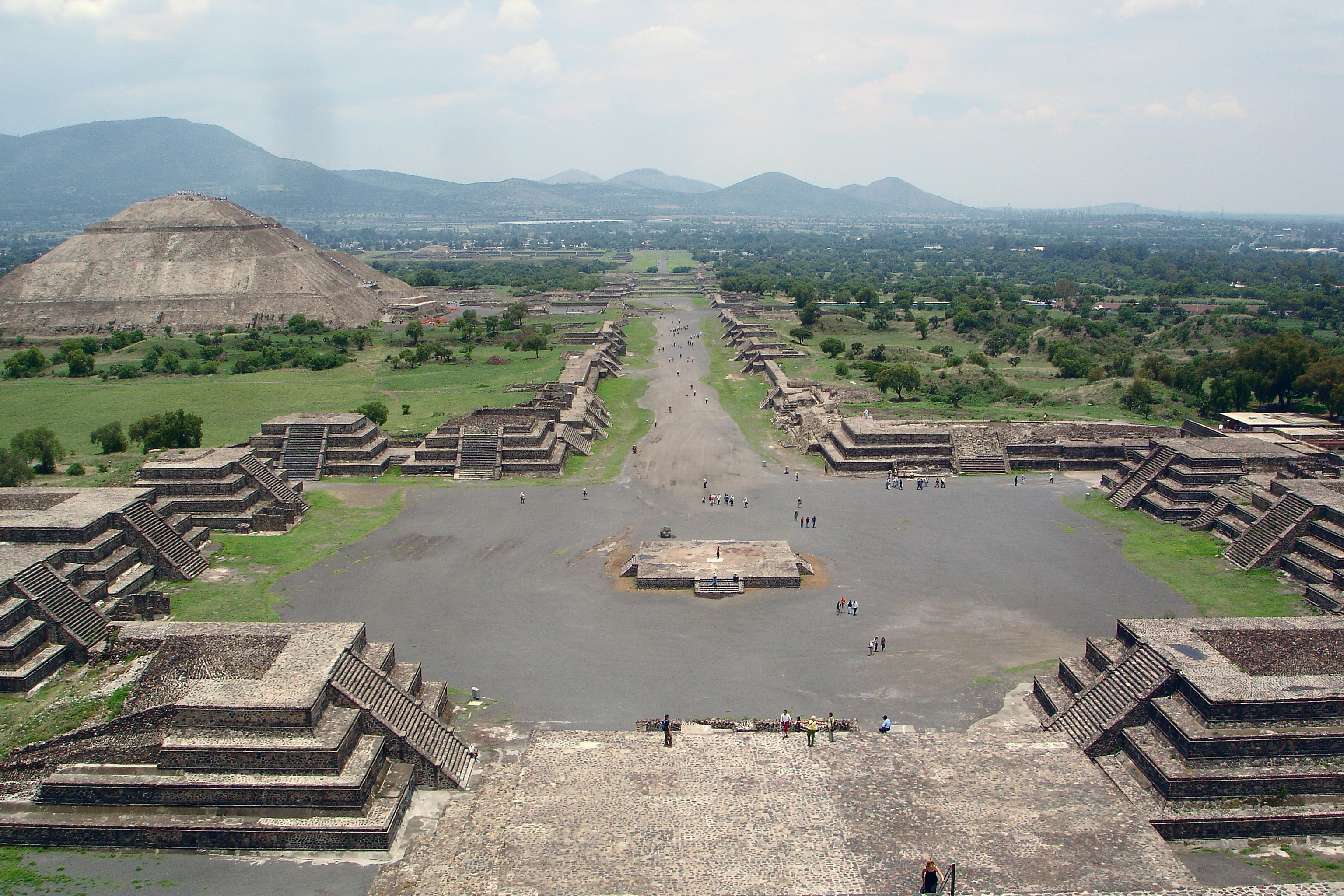
De 'vijfde zon' of het vijfde wereldtijdperk begon volgens de Azteken met het offer van Nanahuatzin in Teotihuacán, hier gezien vanaf de Piramide van de Maan.

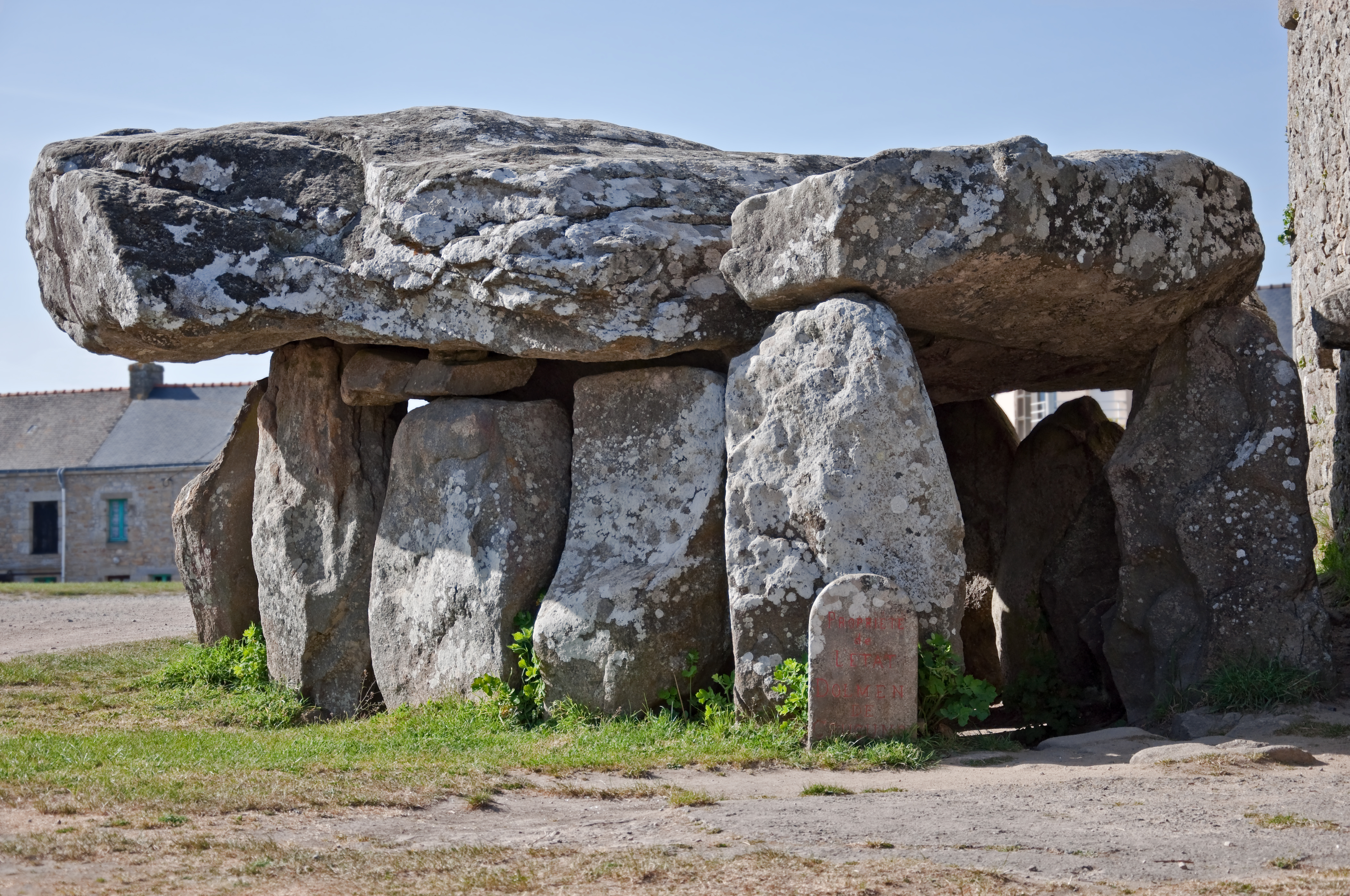
De 'Crucuno dolmen' maakt deel uit van de megalieten van Carnac, Bretagne

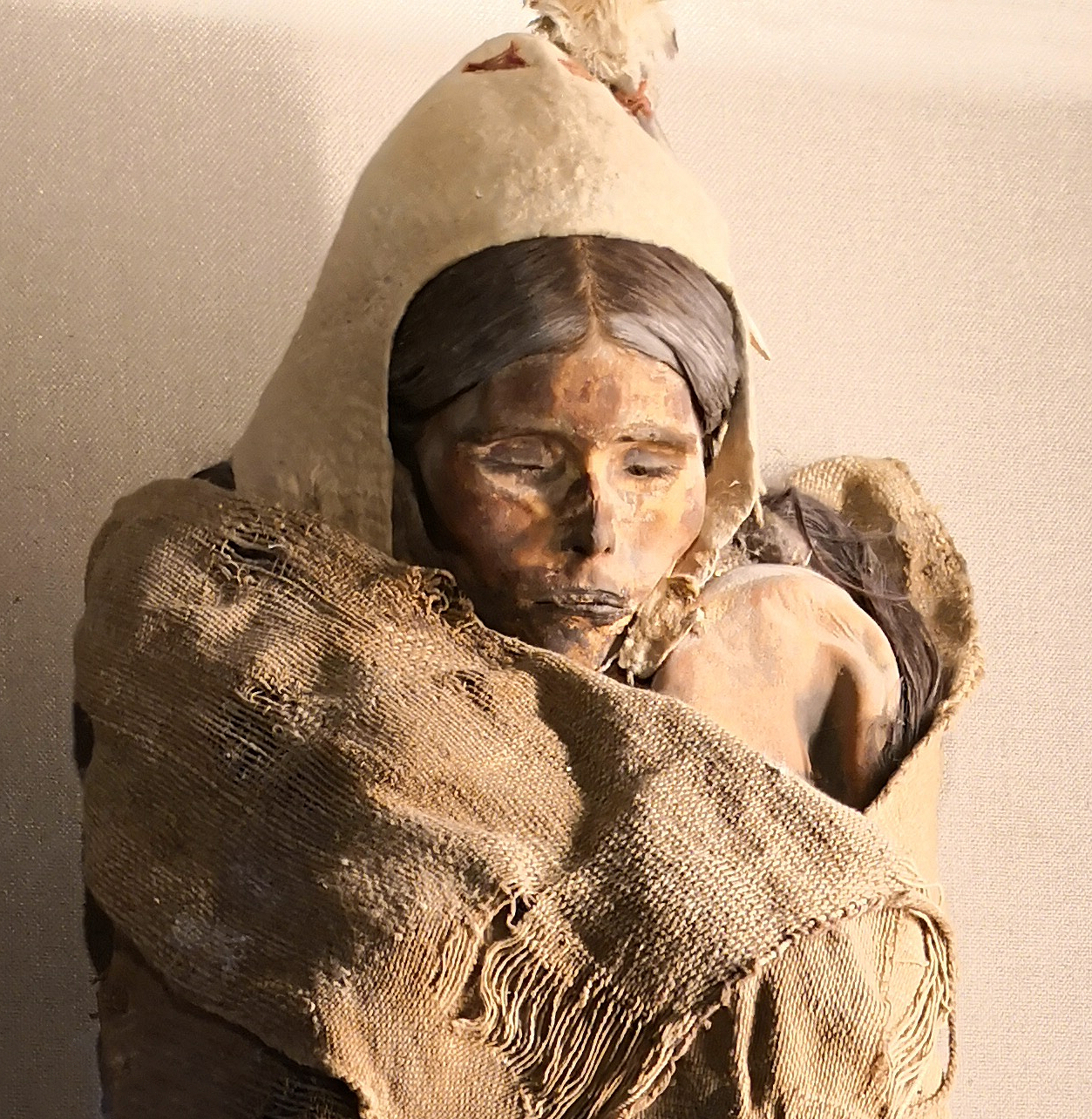
De 'Xiaohe prinses' of 'Schoonheid van Loulan': de oudste Tarim-mummie, gedateerd op 1800 v.Chr.

Het tegenwoordige vijfde wortelras bestaat 1.000.000 jaar. Na de vloed van 850.000 jaar geleden, waarin 'Ruta-Atlantis' ten onderging, bleven samen met de voorvaderen van de Ariërs 'enkele gele, enkele bruine en zwarte en enkele rode' Atlantische rassen over, die in Europese streken 'kopieën van piramiden' oprichtten, zoals de 'reuzengraven' en nuraghi van Sardinië, menhirs in de Morbihan en Bretagne en Deense grafheuvels. De 'slangen' daalden weer neer. Zij waren de 'goddelijke dynastie' of 'goddelijke koningen' van het vijfde wortelras, die de Ariërs onderwezen. Onder piramiden 'aan de vier hoeken van de wereld', in de onderaardse verblijfplaatsen of 'slangen holen', woonden de adepten of 'Draken van wijsheid'.
Ook na de overstroming van Ruta-Atlantis waren de Ariërs voortdurend in strijd met de Atlantiërs, in de Perzische overleveringen bekend als de oorlogen tussen de Peri's en Devs (demonen). Ook de Mahabharata van de hindoes is op deze strijd gebaseerd.
Met de ondergang van Poseidonis, het laatste eiland van Atlantis, veranderde ook de Gobiwoestijn 'ongeveer 10 of 12.000 jaar geleden voor de laatste keer in een zee' en dreef 'veel Noachs en hun gezinnen naar de omliggende bergen.' De Israëlieten baseerden hun allegorie van Noach op deze vloed en de 'zondvloed van Samothrake' van 'vóór de tijd van de Argonauten', maar níet op de Atlantische zondvloed.
De sporen van een omvangrijke, prehistorische beschaving kunnen dan ook in Midden-Azië worden gevonden. De Tsjertsjen (Qiemo) oase 'wordt aan alle kanten omringd door ruïnes van archaïsche plaatsen en steden. Daar vormen ongeveer 3000 mensen het overblijfsel van ongeveer honderd uitgestorven voordiluviaanse volkeren en rassen - waarvan zelfs de namen nu aan onze etnologen onbekend zijn.' De Nansjan en de Altyn Tagh 'waren eens met steden bedekt die goed konden wedijveren met Babylon.' Przewalski vond bij de Tsjertsjen oase twee reusachtige, verwoeste steden. Er zijn gebroken porselein, keukengerei, menselijke beenderen, koperen en gouden munten, gesmolten zilver, staven edel metaal, diamanten en turkooizen en gebroken glas gevonden. Ook doodkisten met 'prachtig geconserveerde gebalsemde lichamen (..) De mannelijke mummies zijn allemaal buitengewoon lange, krachtig gebouwde mensen met lang golvend haar.' Przewalski hoorde tijdens zijn tocht over 23 steden, die waren bedolven door het stuifzand van de woestijnen. 'Dezelfde overlevering bestaat op de Lob-nor en in de oase Keria.' Lob-nor maakte ooit deel uit van het 'Tarimmeer', dat zo groot kan zijn geweest als de Kaspische Zee.

### Lucifer

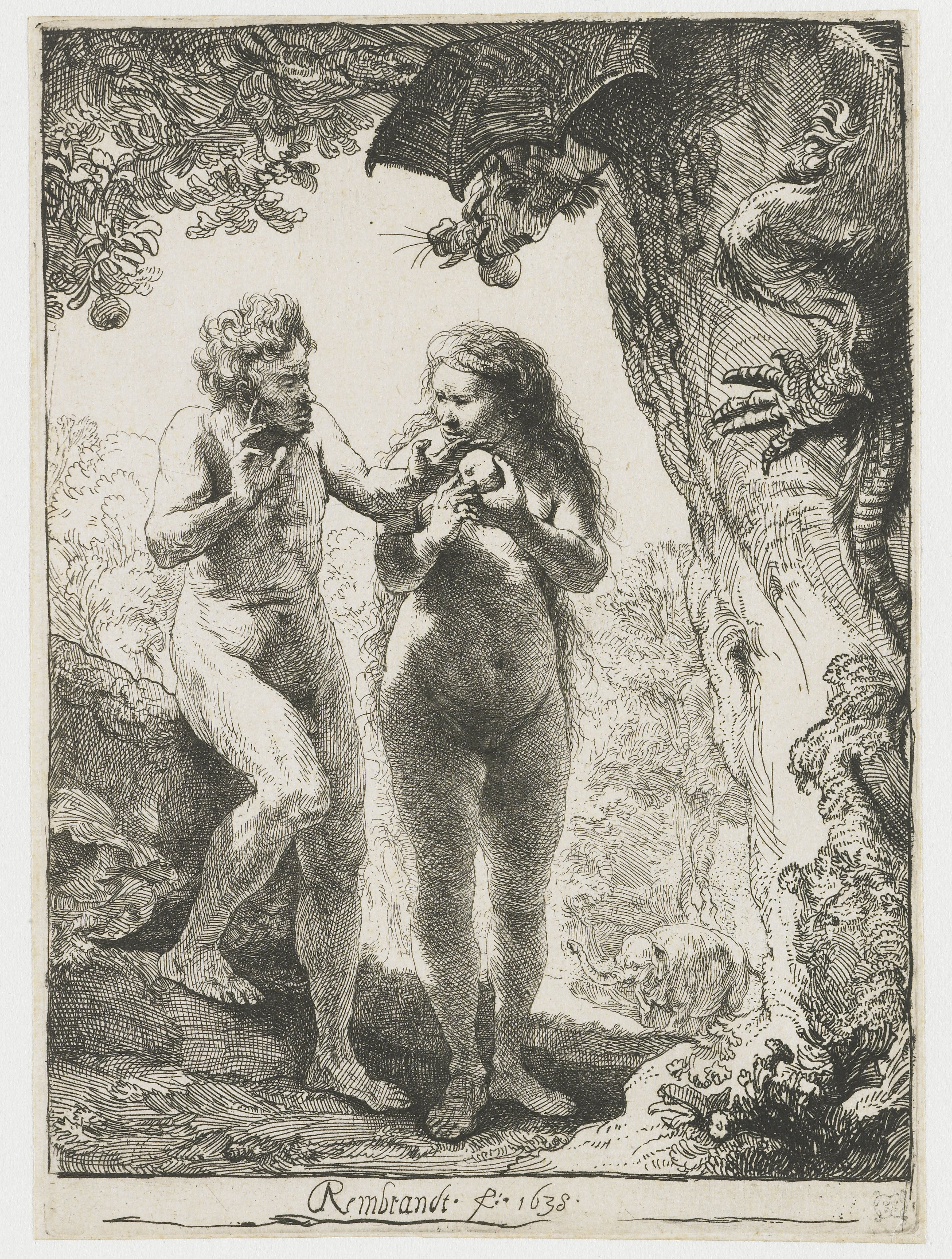
Adam en Eva (De zondeval), Rembrandt van Rijn, ets, 1638

De slang in het paradijs, die (nadat de androgyne of hermaphrodiete mensheid in de Lemurische periode in mannelijke en vrouwelijke geslachten gescheiden was) bij de vruchten van de boom van kennis van goed en kwaad tot de vrouw Eva zei: 'Gijlieden zult den dood niet sterven; maar God weet, dat, ten dage als gij daarvan eet, zo zullen uw ogen geopend worden, en gij zult als God wezen, kennende het goed en het kwaad' (Genesis 3:5) is bij Blavatsky de 'goede, wijze draak' (Agathodaimon, Ophis), die de vroege mensheid de 'weg naar onsterfelijkheid' leidt en beslist níet de vertegenwoordiger van het 'kwaad' (of 'de euvele', de duivel). De goede, wijze draak vertegenwoordigt de groep zonnevoorouders, ongehoorzame of hogere engelen, manasaputra's (verstandgeborenen), die gedwongen werden door de Wet om in de 'schepsels' van de lagere engelen te incarneren: ze werden hoegenaamd in de hel gestort. Zo kregen die schepsels, de mensen van het derde Ras, manas (verstand, denken).
Er was dan ook geen sprake van  een 'zondeval', toen 'Gods' gebod niet van de vrucht van kennis te eten geschonden' werd. Kwaad kwam door de onwetende mens (Avidya) op aarde, wordt opgeheven door kennis (Gnosis) en 'de Duivel' bestaat niet. 'God' zou in dit verband de groep maanvoorouders zijn, lagere, gehoorzame engelen, die de eerste mensheid 'astraal' schiep. Deze eerste mensheid van het eerste Ras waren 'schaduwen' (chhaya's).

#### De draak en de zon
De oorsprong van de nieuwe, christelijke mythe van satan (tegenstander) kwam volgens Blavatsky voort uit de overlevering van 'de draak en de zon' uit de eens universele zonnereligie. 'Bel en de draak' zouden onder meer terug te vinden zijn in: 'Bel-Mardoek en de Igigu Kingu' (Babylonië), 'Apollo en Python' (Griekenland), 'Krishna en Kaliya' (India), 'Indra en Vritra', 'Kartikeya en Taraka', 'Michaël en de rode, apocalyptische draak' (christendom)', 'Joris en de draak', 'Thraetaona (Fereidoen) en Azhi Dahaka (Zahhak)' (Perzië), 'Horus en Seth' (Egypte). De 'oorlog in de hemel' werd uitgevochten door asura's (demonen) tegen deva's (goden, India), 'Asen tegen Hrimthursen (ijs-reuzen)' (Scandinavië) en Titanen tegen Olympiërs (titanomachie, Griekenland).
De draak (slang) had meerdere betekenissen:
- Draken waren tijdens de hele oudheid 'symbolen van onsterfelijkheid en wijsheid, van geheime kennis en van de eeuwigheid.' Quetzalcoatl was de 'gevederde slang', de wijze god, bij de Maya's en Azteken.

- Hiërofanten van Egypte, Babylon en India noemden zich in het algemeen 'zonen van de draak' en 'slangen'. 'De druïden van de Keltisch-Britse gebieden noemden zich ook slangen'. 'Jezus van Nazareth zou zijn apostelen beslist niet de raad hebben gegeven zich zo wijs als de slang te tonen, als de laatstgenoemde een symbool van de duivel  was geweest'.

- De draak stond bij inwijdingen voor de tegenstander van de 'kandidaat', die overwonnen moest worden. Die tegenstander was de '(door magie) verpersoonlijkte menselijke hartstochten', die de ' innerlijke verlichte mens' moest doden. Hij moest alle verleidingen weerstaan en 'een zoon van wijsheid en onsterfelijkheid in eeuwigheid' worden. Hij wierp dan als een slang zijn oude huid af en werd in een nieuw lichaam geboren.

Inwijdingen vonden plaats in catacomben, onderaardse crypten of 'slangeholen', onder tempels die gewijd waren aan de draak, als symbool van de zon. Als de kandidaat slaagde was hij een 'drakendoder'. Maar de draak was ook schenker van wijsheid. Zo versloeg Siegfried de draak Fafnir, maar werd onkwetsbaar door te baden in diens bloed en wijs door van het drakenhart te eten. Siegfried had de draak als symbool op zijn schild, net zoals koning Arthur een draak op zijn helm droeg.

#### Prometheus

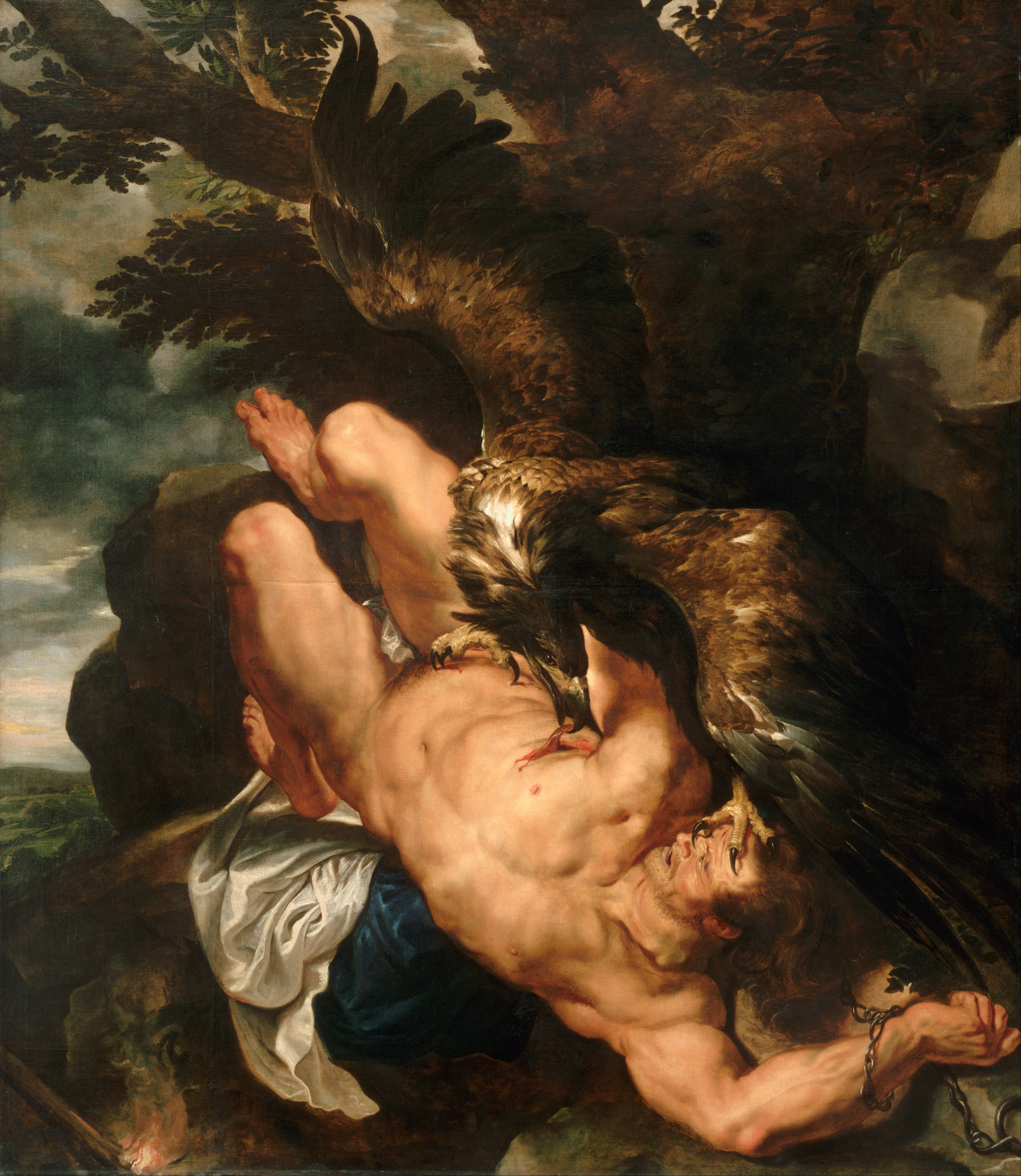
Geketende Prometheus, schilderij van Peter Paul Rubens (ca. 1611-1618) met Ethon, de adelaar van Zeus door dierenschilder Frans Snijders, Philadelphia Museum of Art.

Volgens de theosofie van Blavatsky staat Lucifer ('Lichtdrager') net als de Griekse titaan Prometheus (uit Aeschylus' verloren trilogie Prometheus geboeid) voor het mysterieuze 'wezen', dat de bezieling van de mensheid bewerkstelligde. Hij is het 'Grote Offer', de 'eenzame Wachter', de 'Maha-goeroe', de 'ene Inwijder', Waringin. 'De gekruisigde titan is het verpersoonlijkte symbool van de collectieve logos, de 'menigte', en van de 'Heren van wijsheid' of de HEMELSE MENS, die in de mensheid incarneerde.' Hij blijft op zijn post tot alle 'pelgrims' hun weg naar hun oorsprong hebben teruggevonden.
De naam Prometheus ('hij die vóór zich ziet') zou mede van het Sanskriet pramantha zijn afgeleid, het vuurstokje, dat vlug in een ronde arani wordt gedraaid, om vuuroffers te ontsteken. Volgens Hesiodos stal Prometheus het vuur van Zeus 'in de holle stengel van een narthexplant' (Theogonie, 565). Zeus wilde de mensheid verstandelijk blind en dierlijk houden. 'Deze mythe heeft betrekking op het eerste ontwaken van de geestelijke waarnemingsvermogens van de mens, niet op het feit dat hij voor het eerst vuur zag of ontdekte. Want vuur werd nooit 'ontdekt', maar heeft van het begin af op aarde bestaan.' De swastika is overigens vanouds 'het heilige teken en het werktuig om heilige vuren aan te steken.'

#### Kumâra's
De Kumâra's (eeuwige jongelingen, altijd zuiver en onschuldig) 'zijn de Dhyani's, die rechtstreeks zijn afgeleid uit het hoogste Beginsel, en (..) verschijnen in de Vaivasvata Manu periode om de mensheid vooruit te helpen (..) de voorouders van het ware geestelijke ZELF in de stoffelijke mens - de hogere prajâpati's '. De Vaivasvata Manu periode is de menselijke periode, die 18.616.841 v. Chr. begon. De kumâra's, zonen van Brahmâ (Sanat, de Oude, de kabbalistische 'Oude van Dagen', 'Saturnus-Kronos', kâla, tijd), zijn: Sanât-Kumâra, Sananda, Sanaka, Sanatana, Sana, Kapila en Sanatsujâta. Sanatsujâta is het hoofd van de kumâra's. Zij zijn de engelen die vielen, nadat ze geweigerd hadden nakomelingen te scheppen. 'De 'opstandelingen' wilden geen willoze onverantwoordelijke mensen scheppen, zoals de 'gehoorzame' engelen deden.' Volgens 'de esoterische interpretatie was het [(de val van de engelen)] een zelfopoffering voor het heil van de mensheid.' De 'stralende geesten' gaven de innerlijke beginselen van de mens een 'weerspiegeling' van hun eigen 'super-etherische essenties' mee.

#### Slangen en draken van wijsheid

De val der opstandige engelen, Pieter Bruegel de Oude, 1562

De 'incarnerende geesten van MAHAT, [die] uit de hemel neerdaalde[n] om het derde Ras te bezielen en tot werkelijk bewust leven te roepen (..) en tot voortbrenging waren vervallen, worden overdrachtelijk als slangen en draken van wijsheid aangeduid. (..) Het is het huwelijk van de 'hemelse mens' met de 'maagd van de wereld' - de Natuur (..).' De engelen vielen na de allegorische 'oorlog in de hemel' en werden naar de aarde (hel) verbannen. De strijd wordt op aarde voortgezet, want 'de duistere en vurige hartstochten van dit aardse zelf [zijn] in een eeuwige vijandschap (..) verwikkeld met zijn meester, de goddelijke [innerlijke] mens.'

#### Asura's
Deze Asura's ('vuurengelen') dienen te worden onderscheiden van 'alle Atlantiërs die de vijanden waren van de geestelijke helden [(goden)] van de Ariërs', die in de latere allegorieën van de Purana's ook asura's (demonen) worden genoemd.

#### Waringin en Narada
De 'zonen van wijsheid', die in het derde ras incarneerden, brachten door kriyasakti (scheppende kracht) de 'zonen van de vuurnevel' ('de zonen van wil en yoga') voort, eerst 'een wonderlijk wezen' (Waringin), na hem 'een groep half-goddelijke en half-menselijke wezens'. Het betreft een 'tussenras', het 'onsterfelijke ras', een 'ras van vruchtloze asceten', het 'uitverkoren ras', 'de zaden van de drieenheid van wijsheid, waarvan Narada de vertegenwoordiger is. Ze zijn in staat ad libitum van een versleten lichaam in een ander over te stappen. Onder Waringins leiding werden alle 'minder goddelijke leraren en instructeurs (..) de gidsen van de vroege mensheid. Van deze 'zonen van god' kreeg de jeugdige mensheid haar eerste kennis van alle kunsten en wetenschappen, alsmede van goddelijk weten; en zij legden de eerste steen van die oude beschavingen die onze huidige generatie van onderzoekers en geleerden zo verbijsteren.' De zonen van god trokken zich in de Lemurische periode terug op het 'Witte Eiland' in Midden-Azië, waar zich nu de Gobiwoestijn uitstrekt.
Het geschenk van kennis wordt door Blavatsky gezien als een zegen en noodzakelijk stadium in de ontwikkeling van de mensheid naar onsterfelijkheid (goddelijkheid). Ze beoogt Lucifers naam te zuiveren van de smet die op 'hem' is geworpen, want zoals bekend ging 'hij' in het westerse christendom door voor de 'duivel' en het 'kwaad' ('een van de wreedste en verderfelijkste theologische dogma's'), in plaats van 'de goede draak' of 'draak van wijsheid'.

## Kritiek
Blavatsky uitte in De Geheime Leer met name kritiek op het joodse geloof, het christendom en het atheïstisch materialisme. Ze nam de genoemde godsdiensten kwalijk (de Onbekende) God te hebben verlaagd tot een 'antropomorfe' (persoonlijke, vermenselijkte) god. In plaats van het 'Niet-iets', het Ene Beginsel, waarover niets gezegd kan worden, omdat het zonder kenmerken is, werd God teruggebracht tot 'Binah-Jehovah', de vrouwelijke wijsheid binnen de triade (drie-eenheid) of zelfs tot het collectief van Maanvoorouders (de Elohim), dat de stoffelijke mens schiep, boos op zijn eigen schepsel werd en hem bestrafte. De mens had van de Boom van Kennis gegeten op aandringen van de 'Duivel' en nu moest voorkomen worden dat de mens ook van de 'Boom van Leven' zou eten en onsterfelijk worden. Maar zonder kennis van Goed en Kwaad kon de mens toch moeilijk verantwoordelijk worden gehouden voor zijn daad en waarom had de Alwetende God deze daad niet voorzien? En menselijke eigenschappen als woede, jaloezie en wraakzucht kunnen onmogelijk aan de hoogste God worden toegeschreven. Blavatsky biedt dan ook een geheel andere uitleg van dit allegorische verhaal.
De kerken nam zij kwalijk Lucifer, de Lichtbrenger, te hebben verlaagd tot Duivel en 'het Kwaad'. Volgens de theosofie is hij juist verantwoordelijk voor die 'beginselen' in de mens (ziel, verstand, rede), die de lagere beginselen (begeerte, 'astraal lichaam', levenskracht en fysiek lichaam) verbinden met zijn 'Monade' (geest). Daardoor is een mens een wezen geworden met een eigen wil, intuïtie, denkvermogen en eigen verantwoordelijkheid en is hij in staat zelf de weg terug te gaan naar zijn oorsprong in Parabrahm (Brahman, Paramatma), het Niet-iets, de Onbekende Duisternis.
De hoge ingewijde en historische Jezus, die niet de wet van Jehova aanhing en zijn eigen geheime leer had, werd desalniettemin door de kerken vergoddelijkt en vereenzelvigd met diens Zoon en aan Jehova gelijkgesteld. Jezus werd niet alleen verheven tot de Zoon in de drie-eenheid, maar ook tot de Logos (Christos) Zelf.
Het joodse geloof wordt door Blavatsky materialistisch en weinig filosofisch genoemd, omdat symbolen voor aardse doeleinden zijn gedegradeerd en zijn vervallen tot 'phallische' begrippen. Het joodse geloof zou vooral betrekking hebben op de Maan en zijn relatie met de voortbrenging op Aarde. Jehova wordt met Saturnus (Jaldabaoth) vergeleken, als hoofd van de 'planetaire genii' of Maanvoorouders, die uit zichzelf de stoffelijke mens schiepen. Blavatsky is daarom van mening dat de oosterse filosofie (met name van India) een oneindig veel diepere betekenis heeft en geestelijker is. Wel geeft Blavatsky aan dat het joodse geloof (net als iedere godsdienst) haar ingewijden heeft en dat achter de woorden in de heilige teksten nog altijd de geheime (esoterische) leer schuilgaat.
Het atheïstisch materialisme ten slotte, houdt geen enkele rekening met de oude, wereldwijd overgeleverde tradities en ontkent de oudheid van de mens, de 'reuzen', de verzonken continenten waarop zij woonden, de onsterfelijke ziel in de mens, het leven na de dood en de mogelijkheid tijdens het aardse leven de onsterfelijkheid te bereiken. Het materialisme houdt geen rekening met de (goddelijke) eenheid en intelligente organisatie en werking van het geheel (planeet, zonnestelsel, Heelal), met wat onbekend en (nog) onmeetbaar (voor haar instrumenten) is en met de mogelijkheid, dat het zichtbare (stoffelijke) uit het onzichtbare (wezenlijke en geestelijke) is ontstaan. De mens een ziel ontzeggen en God 'dood verklaren' zou een verderfelijke invloed op diens moraal en welzijn hebben.